# Liste de règlements de comptes à Marseille et sa région

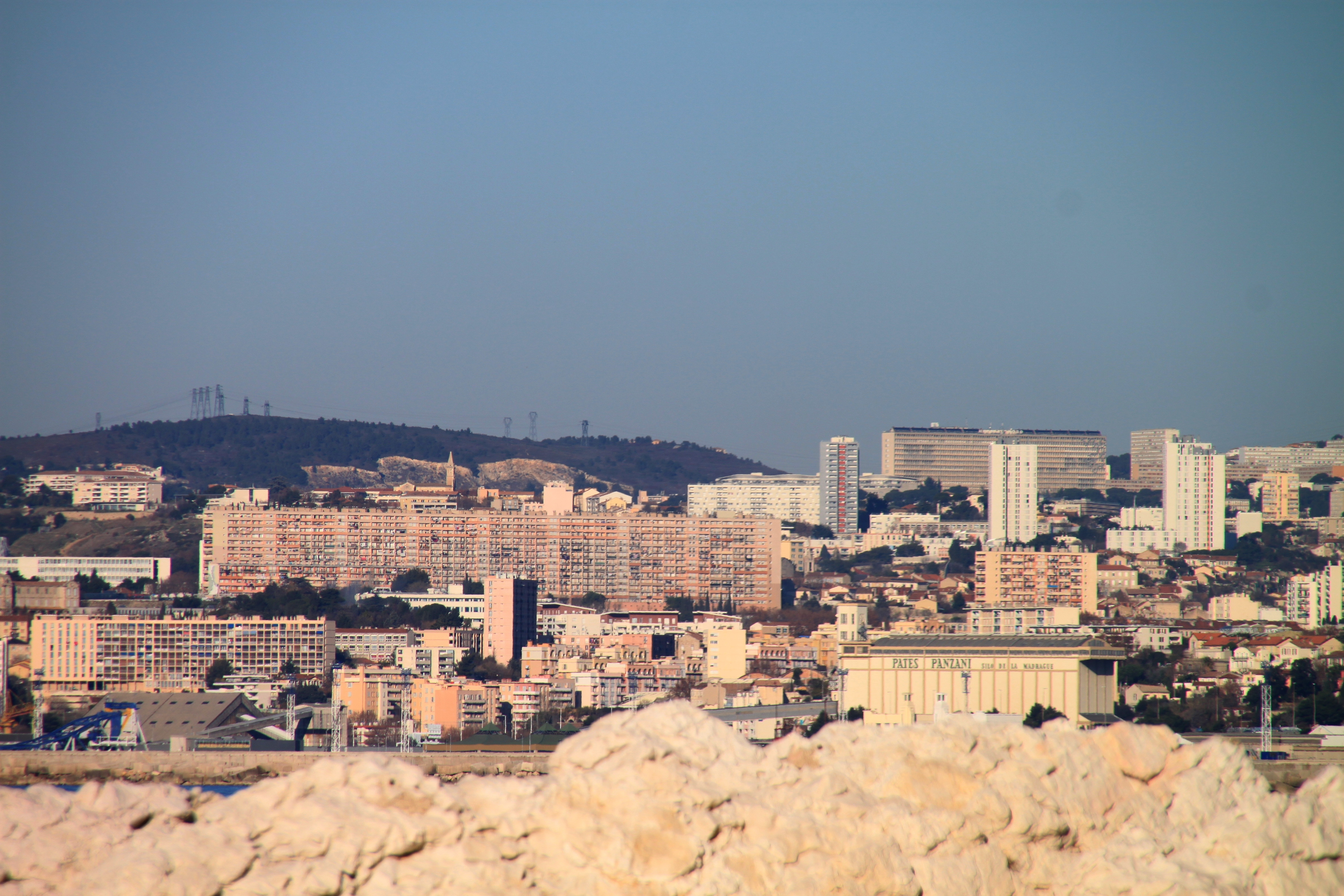
Vue des quartiers nord, dont le quartier de La Cabucelle, la barre d'immeuble de Campagne Lévêque, les tours de la La Viste ainsi que l'hôpital nord et la Kalliste en fond.

Le règlement de comptes se définit par l'action de régler soi-même un différend, généralement par la violence. Selon le chercheur Gilbert Cordeau, l'assassinat est lié à trois profils de situations : la délation, les conflits liés aux transactions entre criminels et les conflits liés à la compétition pour un marché ou un espace.
Cet article répertorie de façon non exhaustive les règlements de comptes, généralement des meurtres, commis dans la métropole de Marseille et sa région proche. Ceux-ci se déroulent souvent dans le centre ou les quartiers nord de Marseille. Il ne prend pas en compte les tentatives d'homicides et meurtres dont la victime ou l'auteur est étranger à la criminalité organisée,.

## Années 2020

### 2025
- Dans la nuit du 28 au 29 juillet, Sid Ahmed B., par ailleurs époux de l'actrice Kenza Fortas, un homme de 24 ans est tué par balles à la Cité de la Bricarde[6]. L'affaire serait en proximité avec le narcotrafic, selon la police.
- Le 24 Juillet, le corps d'un homme tué par balles est retrouvé dans le coffre d'une voiture qui n'a pas pu être incendiée sur un parking de la cité Air Bel[7].
- Dans la nuit du 27 au 28 mai, un mineur est tué et deux autres personnes sont blessées dans une fusillade dans la cité des Rosiers devant un point de deal[8].
- Le 13 mai dans la soirée, un homme d'une vingtaine d'année est abattu par balle dans le quartier de la Belle-de-Mai, à proximité d'un arrêt de bus. Il est connu des services de police pour plusieurs infractions[9].

- Le 23 février, vers 3h45, un homme de 34 ans originaire de Marseille est abattu à la kalachnikov dans sa voiture, devant son domicile de La Ciotat par trois hommes arrivés dans un utilitaire qui sera retrouvé en feu sur une route départementale entre La Ciotat et Cassis[10] peu après.
- Le 4 février, André Cermolacce, figure du banditisme marseillais, surnommé « Gros Dédé » ou « Sacoche », est abattu de trois balles dans la tête par un homme se déplaçant en trotinette. Les faits se sont produits en fin de matinée au siège de la société du septuagénaire dans le 14e arrondissement de Marseille[11].
- Le 2 février vers 23h30, un homme de 19 ans est abattu à la kalachnikov à la Cayolle dans le 9e arrondissement de Marseille[12].

### 2024
- Le 17 décembre 2024, peu avant minuit, un jeune homme âgé de 20 ans a été tué par balle à Aix-en-Provence près de l'avenue Philippe-Solari[13].
- Le 14 novembre 2024, deux hommes âgés de 28 ans connus pour trafic de stupéfiants sont abattus par balle dans un bar du 14e arrondissement de Marseille. Un troisième homme est blessé. D'après le Sirasco, la fusillade pourrait être liée à la guerre des gangs entre la DZ Mafia et le clan des « Blacks » [14].
- Le 9 novembre 2024, vers 21h30, un homme âgé de 21 ans et connu des services de police meurt à la suite d'une fusillade dans le quartier Notre-Dame des Marins à Martigues. Un autre homme est blessé par balle[15].
- Le 4 octobre 2024, vers 4h30, un homme âgé de 30 ans est tué d'une balle dans la tête alors qu'il est au volant de sa voiture dans le quartier de Saint-Lazare, dans le 3e arrondissement de Marseille. L'assassinat aurait été commis pour venger celui réalisé deux jours plus tôt. Le passager, un jeune âgé de 14 ans, recruté comme tueur à gages par la DZ Mafia, serait le coupable[16].
- Le 2 octobre 2024, vers 3h30, le corps calciné d'un adolescent âgé de 15 ans est découvert dans le quartier de la Villette, dans le 3e arrondissement de Marseille. Il aurait été poignardé de plusieurs coups de couteaux avant d’être brûlé vif[17].
- Le 28 septembre 2024, vers 23h, une fusillade éclate dans un local associatif de la cité des Iris dans le 14e arrondissement de Marseille. Deux hommes sont tués et quatre autres sont grièvement blessés[18].
- Le 20 septembre 2024, vers 22h45, un homme âgé de 17 ans meurt dans le quartier de la Belle de Mai dans le 3e arrondissement de Marseille à la suite de multiples impacts de balles reçus aux jambes et au thorax. Un deuxième individu de 26 ans est blessé d'une balle dans l'épaule.
- Le 18 septembre 2024, vers 20h30, un homme âgé de 20 ans est abattu dans le quartier de la Cayolle, dans le 9e arrondissement de Marseille. Un adolescent de 16 ans est également blessé dans la fusillade[19].
- Le 22 août 2024, vers 23h30, le gérant d'un bar à chicha du quartier d'Arenc dans le 2e arrondissement de Marseille, âgé de 42 ans et connu des services de police, est abattu au fusil d'assaut devant son établissement. Un homme âgé de 37 ans est également blessé au pied[20].
- Le 29 juillet 2024, vers 6h, un homme âgé d'une vingtaine d'années et connu des services de police est retrouvé gisant dans un terrain vague près de la cité de Bleuets, dans le 13e arrondissement de Marseille[21].
- Le 25 juillet 2024, le corps d'un jeune homme âgé de 18 ans est découvert dans un canal à Saint-Martin-de-Crau. Il aurait été enlevé à la gare Saint-Charles de Marseille fin juin et séquestré durant plusieurs jours avant d'être assassiné[22].
- Le 17 juillet 2024, le corps d'un jeune homme âgé de 17 ans originaire de Toulon connu pour trafic de stupéfiants est découvert dans le coffre d'une voiture calcinée à la Belle de Mai dans le 3e arrondissement de Marseille. L'homme est mort d'une balle dans la tête[23].
- Le 11 juillet 2024, vers 23h, un homme de 29 ans connu des services de police est abattu par balle dans la cité de la Belle de Mai, dans le 3e arrondissement de Marseille[24].
- Le 10 juillet 2024, vers 22h15, un jeune homme de 19 ans est abattu dans la cité des Iris, dans le 14e arrondissement de Marseille[25].
- Le 23 juin 2024, un homme âgé de 20 ans est abattu de plusieurs tirs de 9mm dans le quartier du Panier dans le 2e arrondissement de Marseille[26].
- Le 12 juin 2024, un homme âgé de 36 ans connu des services de police pour trafics de stupéfiants est tué par balle dans la cité Benza dans le  10e arrondissement de Marseille [27].
- Le 27 mai 2024, un homme âgé de 26 ans est mort après qu'il a été frappé de plusieurs coups de couteaux sur fonds de trafic de stupéfiants, cité des Lauriers, dans le 13e arrondissement de Marseille[28].
- Le 5 mai 2024, un homme de 17 ans est tué par balle dans le 13e arrondissement de Marseille[29].
- Le 27 avril 2024, un jeune homme est tué par balle dans le quartier de la Belle-de-Mai dans le 3e arrondissement de Marseille[30].
- Le 20 avril 2024, une rixe à l'arme blanche fait un mort et un blessé à la cité Benza dans le 10e arrondissement de Marseille[31].
- Le 8 avril 2024, un homme de 24 ans connu des services de police est abattu boulevard de Dunkerque dans le 2e arrondissement de Marseille[32].
- Le 14 février 2024, le corps calciné d'un homme est retrouvé dans le 16e arrondissement de Marseille. Selon le médecin légiste, le corps ne présente aucune trace de blessure par arme à feu ou couteau mais des marques de liens au niveau du poignet gauche et de la cheville droite[33].
- Le 27 janvier 2024, le corps calciné d'une femme âgée de 26 ans connue mais innocentée par la justice pour trafic de stupéfiants est retrouvé au pied d'un immeuble désaffecté de la cité du Parc Corot dans le 13e arrondissement de Marseille[34].
- Le 22 janvier 2024, un homme connu des services de police est abattu de deux balles à l’arrière du crâne. Il est retrouvé dans les parties communes d'un bâtiment de la cité des Oliviers dans le 13e arrondissement de Marseille[35].

### 2023
- Le 29 décembre 2023, un homme de 22 ans est abattu au volant de sa voiture sur le parking du restaurant Quick de la rue de Lyon dans le 15e arrondissement de Marseille[36].
- Le 25 décembre 2023, Nordine Achouri « Nono », le boss de la Castellane âgé de 42 ans est abattu de 25 tirs de kalachnikov alors qu'il remonte la rue de Lyon près de la station de métro Gèze dans 15e arrondissement de Marseille[37].
- Le 13 novembre 2023, vers 21 h 30, un homme est abattu de plusieurs tirs de 9mm, cité de la Bricarde, dans le 15e arrondissement de Marseille[38].
- Le 11 novembre 2023, vers 23 h, une fusillade à la kalachnikov sur un véhicule éclate sur le parking du restaurant Mcdonald's de Saint-André, dans le 16e arrondissement de Marseille. Le conducteur âgé de 23 ans et une passagère de 25 ans meurent et trois autres personnes sont blessées[39].
- Le 29 octobre 2023, vers 2 h, un homme âgé de 29 ans connu des services de police est abattu dans le quartier de la Cabucelle, dans le 15e arrondissement de Marseille[40].
- Le 23 octobre 2023, vers 23 h, un homme âgé de 33 ans est abattu à la kalachnikov, dans la commune d'Aubagne[41].
- Le 28 septembre 2023, vers 19 h 40, une fusillade éclate dans le quartier des Chutes-Lavie, dans le 4e arrondissement de Marseille. Deux hommes âgés de 24 et 41 ans sont abattus et un autre est grièvement blessé à la kalachnikov[42].
- Le 12 septembre 2023, vers 7 h, le corps d'un homme atteint de plusieurs balles est découvert dans une voiture calcinée dans la commune de Saint-Mitre-les-Remparts, près de Marseille[43].
- Le 11 septembre 2023, vers 22 h 45, un homme âgé de 55 ans est abattu à la kalachnikov dans le quartier de l'Estaque, dans le 16e arrondissement de Marseille.
- Le 10 septembre 2023, vers 23 h, une fusillade éclate cité Saint-Thys, dans le 10e arrondissement de Marseille. Une femme âgée de 24 ans est touchée par une une balle de kalachnikov alors qu'elle se trouvait chez elle[44]. Elle meurt de ses blessures quelques heures plus tard[45].
- Le 31 août 2023, vers 23 h 30, un homme âgé de 20 ans est abattu à la kalachnikov, cité des Micocouliers, dans le 14e arrondissement de Marseille[46].
- Le 31 août 2023, vers 3 h 30, un homme âgé de 26 ans est abattu, cité des Rosiers, dans le 14e arrondissement de Marseille[47].
- Le 26 août 2023, vers 4h, un jeune homme âgé de 17 ans est abattu de plusieurs tirs de 9mm, cité des Rosiers, dans le 14e arrondissement de Marseille[48].
- Le 15 août 2023, vers 19 h 30, un homme âgé d'une trentaine d'années est tué par balles dans le quartier du Canet dans le 14e arrondissement de Marseille[49].
- Le 13 août 2023, vers 22 h 30, un homme âgé de 24 ans est tué par balles, cité de la Cayolle, dans le 9e arrondissement de Marseille[50].
- Le 12 août 2023, vers 4 h 30, un homme âgé de 21 ans est abattu à la kalachnikov, devant une boîte de nuit du quartier de La Pomme, dans le 11e arrondissement de Marseille[51].
- Le 10 août 2023, vers 1 h, un homme âgé de 28 ans est abattu à la kalachnikov, dans un commerce d’alimentation du quartier de Saint-Gabriel, dans le 14e arrondissement de Marseille[52].
- Le 9 août 2023, vers 10 h, un homme âgé de 21 ans est abattu, cité du Parc Kalliste, dans le 15e arrondissement de Marseille[53].
- Le 4 août 2023, peu après 23 h, un homme âgé de 39 ans est abattu à la kalachnikov, résidence Beau-Plan, dans le 13e arrondissement de Marseille[54].
- Le 3 août 2023, vers 23 h, un homme âgé de 34 ans est abattu de plusieurs tirs de 9mm, cité des Rosiers, dans le 14e arrondissement de Marseille[55].
- Le 30 juillet 2023, vers 23 h 30, un homme âgé de 32 ans, connu des services de police, est abattu dans le quartier du Merlan, dans le 14e arrondissement de Marseille[56].
- Le 27 juillet 2023, vers 3 h, un homme âgé de 33 ans est abattu, cité de la Paternelle, dans le 14e arrondissement de Marseille[57].
- Le 25 juillet 2023, vers 2 h, le corps carbonisé d'un homme est découvert près d'une voiture brûlée, impasse Jolie-Manon, dans le quartier de la Belle de Mai, dans le 3e arrondissement de Marseille[58].
- Le 20 juillet 2023, vers 21 h 30, un jeune homme âgé de 17 ans est atteint de plusieurs balles, cité des Tourmarines, dans le quartier de la Cabucelle, dans le 15e arrondissement de Marseille. Grièvement blessé, il succombe à ses blessures quelques jours plus tard[59].
- Le 19 juin 2023, vers 17 h, un homme âgé de 22 ans est retrouvé devant l'hôpital militaire Lavéran, dans le 13e arrondissement de Marseille. Blessé par balles, il succombe à ses blessures quelques jours plus tard[60].
- Le 5 juin 2023, vers 21 h 30, un homme de 18 ans qui s'est réfugié dans une mosquée, cité du Castellas dans le 15e arrondissement de Marseille, en est extirpé de force par deux hommes et abattu par arme à feu[61].

- Le 31 mai 2023, vers 1 h 30, un homme âgé de 34 ans est abattu, cité de la Paternelle, dans le 14e arrondissement de Marseille[62].
- Le 21 mai 2023, vers 5 h 30, une fusillade éclate dans le quartier de la Pomme, dans le 11e arrondissement de Marseille. Trois hommes âgés d'une vingtaine d'années sont abattus à la kalachnikov[63]. Ils sont originaires de Felix Pyat, quartier fortement impliqué dans la guerre des réseaux de 2023[64].

- Le 10 mai 2023, vers 23 h, une fusillade éclate traverse du Vieux-Moulin, dans le quartier de Saint-Joseph, dans le 14e arrondissement de Marseille. Une femme âgée de 43 ans est abattue tandis que deux autres personnes sont blessées[65].
- Le 3 mai 2023, vers 19 h 15, un homme âgé de 32 ans est tué par balles au volant de sa voiture, quartier de Saint-Mitre dans le 13e arrondissement de Marseille[66].
- Le 24 avril 2023, vers 22 h 30, une fusillade éclate dans un snack à proximité de la cité de la Busserine, dans le 14e arrondissement de Marseille. Un homme âgé de 63 ans est abattu tandis qu’un autre est blessé[67].
- Le 23 avril 2023, vers 22 h, un homme âgé de 19 ans est tué par balles, cité du Mail, dans le 14e arrondissement de Marseille[68].
- Le 13 avril 2023, vers 1 h, une fusillade éclate rue Caussemille, dans le quartier de la Belle de Mai, dans le 3e arrondissement de Marseille. Trois hommes âgés de 21 à 27 ans sont visés par des tirs de kalachnikov. Grièvement blessé, le plus âgé d’entre eux succombe à ses blessures[69].
- Le 3 avril 2023, vers 1 h, une fusillade éclate rue Vincent-Leblanc, dans le quartier de la Joliette, dans le 2e arrondissement de Marseille. Un adolescent de 16 ans est abattu tandis que 2 autres âgés de 14 à 16 ans sont grièvement blessés. Le deuxième jeune âgé de 16 ans, grièvement blessé, succombera à ses blessures un mois plus tard[70].
- Le 2 avril 2023, vers 22 h 30, une fusillade éclate cité du Castellas, dans le 15e arrondissement de Marseille, 3 hommes sont visés par balles, deux d'entre eux âgés de 21 et 23 ans sont abattus. Une seconde fusillade éclate peu après dans le quartier des Aygalades, blessant 5 hommes par balles[70].
- Le 27 mars 2023, vers 23 h, un homme âgé de 20 ans est abattu de plusieurs tirs de 9mm, dans la cité de la Paternelle, dans le 14e arrondissement de Marseille[71],[72]. Matteo Farina, tueur à gage, est soupçonné de ce meurtre[73].
- Le 23 mars 2023, vers minuit, un homme âgé de 21 ans est abattu de plusieurs tirs de 9mm, dans le quartier de la Villette, dans le 3e arrondissement de Marseille[74].
- Le 17 mars 2023, vers 19 h 45, un homme âgé de 22 ans est abattu et un autre est grièvement blessé à la kalachnikov, à proximité de la cité de la Maurelette, dans le 14e arrondissement de Marseille[75]. Matteo Farina est soupçonné de ce meurtre[73].

- Le 13 mars 2023, vers 0 h 20, le corps d'un homme est retrouvé dans le coffre d'une voiture incendiée à la Busserine dans le 14e arrondissement de Marseille[76].
- Le 8 mars 2023, vers 0 h 40, un homme âgé de 30 ans est tué par balles à proximité de la cité Frais-Vallon dans le 13e arrondissement de Marseille[77].
- Le 24 février 2023, vers 18 h 30, un homme âgé de 40 ans est tué par balles, cité de la Paternelle, dans le 14e arrondissement de Marseille[78].
- Le 18 février 2023, vers 1 h 30, un homme âgé de 28 ans est abattu à la kalachnikov, dans le quartier de la Capelette, dans le 10e arrondissement de Marseille[79].
- Le 16 février 2023, vers 14 h 45, un homme âgé de 20 ans est tué par balles, cité des Micocouliers, dans le 14e arrondissement de Marseille[80].
- Le 15 février 2023, vers 1 h 40, un homme âgé de 17 ans, connu des services de police, est lynché par une trentaine de personnes dans la cité de la Paternelle, dans le 14e arrondissement de Marseille. Il décède de ses blessures quelques heures plus tard[81],[82].
- Le 22 janvier 2023, vers 23 h, un homme âgé de 25 ans est abattu d'une balle dans la tête, dans le quartier de la Belle de Mai, dans le 3e arrondissement de Marseille[83].
- Le 19 janvier 2023, vers 23 h 55, une fusillade éclate dans un local associatif de la cité Consolat, dans le 15e arrondissement de Marseille. Un homme âgé de 45 ans est tué et deux autres personnes sont blessées par des tirs de kalachnikov[84].

### 2022
- Le 25 décembre 2022, vers 2h40, un homme âgé de 20 ans est abattu, cité de la Marine Bleue, dans le 14e arrondissement de Marseille[85].
- Le 23 décembre 2022 vers 22h50, le footballeur Adel Santana Mendy, âgé de 22 ans et inconnu des services de police, est abattu à la kalachnikov devant un immeuble de la cité de la Méditerranée, dans le 14e arrondissement de Marseille[86],[87].
- Le 17 décembre 2022, vers 12h30, un homme âgé de 28 ans est abattu à la kalachnikov, cité du Castellas, dans le 15e arrondissement de Marseille[88].
- Le 9 décembre 2022, vers 6h40, un homme âgé de 18 ans est abattu d'une balle dans la tête, impasse Delpech, dans le quartier de la Belle de Mai, dans le 3e arrondissement de Marseille[89].
- Le 14 octobre 2022, vers 19h45, un homme âgé de 18 ans est abattu à la kalachnikov, cité de la Visitation, dans le 14e arrondissement de Marseille[90].
- Le 11 octobre 2022, vers 19h30, un homme âgé de 33 ans connu des services de police, est abattu à la kalachnikov alors qu'il se trouve dans une épicerie du quartier de la Belle de Mai, dans le 3e arrondissement de Marseille[91].
- Le 2 octobre 2022, vers 21h15, deux hommes âgés d'une trentaine d'années sont abattus à la kalachnikov, boulevard Bouès, dans le quartier de la Belle de Mai, dans le 3e arrondissement de Marseille[92].
- Le 1er octobre 2022, vers 23h30, un homme âgé de 21 ans est abattu à la kalachnikov par deux hommes circulant à scooter, avenue Camille Pelletan, dans le quartier de la Villette, dans le 3e arrondissement de Marseille[93].
- Le 18 septembre 2022, vers 13h40, un homme âgé de 40 ans, connu des services de police, est abattu à la kalachnikov devant une boulangerie dans le quartier du Canet, dans le 14e arrondissement de Marseille[94].
- Le 12 septembre 2022, vers 3h30, deux hommes âgés d'une vingtaine d'années sont abattus à la kalachnikov sur l'autoroute A507, au niveau de Malpassé, dans le 13e arrondissement de Marseille[95].
- Le 3 septembre 2022, peu avant 22h30, un homme âgé de 22 ans est abattu à la kalachnikov alors qu'il se trouvait au volant de sa voiture dans une station-service située dans le quartier de Saint-Antoine, dans le 15e arrondissement de Marseille[96].
- Le 8 août 2022, vers 3h, un homme âgé de 30 ans, condamné pour vol à 17 reprises, est visé par des tirs de 11.43 alors qu'il est attablé dans un snack dans le quartier de la Valentine dans le 11e arrondissement de Marseille. Percuté par un véhicule après qu'il a tenté de s'enfuir, il succombe à ses blessures[97].
- Le 4 août 2022, vers 4h, un homme âgé de 39 ans est abattu, cité de la Maurelette, dans le 15e arrondissement de Marseille[98].
- Le 26 juillet 2022, vers 7h, un homme âgé de 22 ans est tué par balles alors qu'il circule à scooter, cité Campagne-Larousse, dans le quartier des Arnavaux, dans le 14e arrondissement de Marseille[99].
- Le 26 juillet 2022, vers 5h30, un homme âgé de 30 ans est abattu de plusieurs balles de 9mm, rue Lautard, dans le quartier de la Belle de Mai dans le 3e arrondissement de Marseille[99].
- Le 22 juillet 2022, vers minuit, le corps d'un homme, préalablement tué par balles, est découvert dans une voiture calcinée au parc Corot, dans le 13e arrondissement de Marseille[100],[101].
- Le 26 juin 2022, vers 22h, un adolescent de 15 ans est tué à la kalachnikov quartier Grifeuille à Arles[102].
- Le 17 juin 2022, vers 2h30, Le corps d'un homme, probablement tué d'une balle dans la tête, est découvert dans une voiture calcinée au Rove, près de Marseille[103].
- Le 16 juin 2022, vers 19h30, un homme de 30 ans est abattu à la kalachnikov, cité du Castellas, dans le 15e arrondissement de Marseille[104].
- Le 11 juin 2022, vers 20h, un homme âgé de 45 ans et bien connu des services de police est tué au fusil de chasse dans le quartier de La Duranne, à Aix-en-Provence[105].
- Le 5 juin 2022, vers 23h15, une fusillade éclate cité de la Bricarde, dans le 15e arrondissement de Marseille. Deux hommes âgés de 23 et 26 ans sont pris pour cible. Touché par plusieurs tirs de 9mm, le plus jeune d'entre eux décède sur le coup[106].
- Le 28 mai 2022, un peu avant 20h30, un jeune homme âgé de 19 ans est tué de plusieurs balles de 9mm rue François Barbini, dans le quartier de Saint-Mauront, dans le 3e arrondissement de Marseille. Un mineur de 17 ans est également blessé durant la fusillade[107].
- Le 23 mai 2022, vers 20h30, un homme âgé de 22 ans est tué de plusieurs balles, cité du Castellas dans le 15e arrondissement de Marseille[108].
- Le 18 mai 2022, vers 1h, un homme âgé de 21 ans est abattu d'une balle dans la nuque cité Kalliste, dans le 15e arrondissement de Marseille[109].
- Le 17 mai 2022, vers 23h15, un homme âgé d'une vingtaine d'années, très connu des services de police, est tué à l'arme blanche cité des Rosiers, dans le 14e arrondissement de Marseille[110].
- Le 7 mars 2022, vers minuit, un jeune homme de 22 ans est abattu à la kalachnikov cité de la Savine, dans le 15e arrondissement de Marseille[111].
- Le 5 mars 2022, peu avant 21h, un homme de 31 ans défavorablement connu des services de police est abattu par des tirs de kalachnikov après une course-poursuite avec ses ravisseurs, près de la cité du parc Corot dans le 13e arrondissement de Marseille[112].
- Le 21 février 2022, vers minuit, une fusillade éclate à Septèmes-les-Vallons, deux hommes circulant à bord d'une voiture sont visés par des tirs de type kalachnikov. Le conducteur, âgé de 23 ans et connu des services de police est tué[113].
- Le 14 février 2022, vers minuit, un jeune homme âgé de 23 ans, connu des services de police, est tué d'une balle dans la tête cité Félix Pyat, dans le 3e arrondissement de Marseille. Peu après, une fusillade éclate cité de la Solidarité dans le 15e arrondissement, blessant grièvement un jeune homme de 18 ans[114].
- Le 4 février 2022, vers 23h15, un homme âgé de 31 ans est abattu dans le quartier Notre-Dame Limite, dans le 15e arrondissement de Marseille[115].
- Le 2 février 2022, vers 21h30, une fusillade éclate cité de la Visitation, dans le 14e arrondissement de la ville. Deux jeunes hommes de 17 et 18 ans sont visés par des tirs de type kalachnikov. Le plus âgé des deux est tué sur le coup tandis que l'autre est grièvement blessé[116].
- Le 30 janvier 2022, vers 9h, un homme âgé de 49 ans est tué cité des Rosiers, dans le 14e arrondissement de Marseille. La victime est ligotée puis jetée du 9e étage et n'a pas pu être réanimée malgré l'intervention des secours[117].
- Le 17 janvier 2022, vers 20h30, un homme âgé de 29 ans, connu pour trafic de stupéfiants d'après la procureure chargée de l'affaire, est tué par balles de 9 mm cité des Oliviers dans le 13e arrondissement de Marseille[118].
- Le 4 janvier 2022, vers 12h15, un homme de 21 ans est abattu de plusieurs tirs de 9 mm avenue de Saint-Antoine, dans le 15e arrondissement de Marseille. La victime est tuée alors qu'elle se trouve chez un fleuriste[119].

### 2021
- Le 20 novembre 2021, vers minuit, un homme d'une vingtaine d'années est abattu d'une balle dans la tête près d'un plan stups dans le quartier de la Belle-de-Mai, dans le 3e arrondissement de Marseille[120].
- Le 31 octobre 2021, vers 19h30, un homme de 30 ans est abattu de plusieurs tirs de 9mm par un individu circulant à scooter au niveau du 289 rue de Lyon, dans le 15e arrondissement de Marseille[121].
- Le 21 septembre 2021, vers 19h30, trois hommes meurent lors d'une fusillade dans la cité Jean-Jaurès, dans le 14e arrondissement de Marseille[122],[123]
- Le 17 septembre 2021, vers 23h, un homme est mortellement poignardé impasse Delpech dans le 3e arrondissement de Marseille, lieu connu pour être un point de vente de stupéfiant[124].
- Le 17 septembre 2021, vers 5h30, le corps d'un jeune homme est retrouvé carbonisé à proximité de la cité du parc Corot, dans le 13e arrondissement de Marseille[125].
- Le 13 septembre 2021, vers 20h30, un homme de 26 ans est abattu d'un ou deux tirs d'arme de poing par un homme à scooter dans la cité La Bricarde, dans le 15e arrondissement de Marseille[126].
- Le 8 septembre 2021, vers 2h, deux hommes assis dans une voiture en stationnement sont pris pour cible cité La Renaude dans le 13e arrondissement de Marseille ; l'un d'eux, âgé de 25 ans, est tué[127].
- Le 7 septembre 2021, vers 22h50, deux hommes sont pris pour cible rue des Petits-Marie dans le 1er arrondissement de Marseille, probablement sur fond de trafic de cigarettes de contrebande ; l'un d'eux est mortellement blessé[127].
- Le 22 août 2021, peu avant 2h, un homme de 27 ans est enlevé par des hommes armés et encagoulés dans le quartier des Chartreux ; il sera retrouvé mort dans une voiture incendiée dans le 13e arrondissement de la ville. Les autopsies révéleront qu'il a été brûlé vif (il est mort à cause des fumées inhalées). Son homicide serait une réponse au double homicide de la même journée, en effet il serait membre du réseau des Oliviers[128].
- Le 22 août 2021, aux alentours de 0h40, deux hommes âgés de 25 et 26 ans sont abattus de plusieurs tirs d'armes automatiques type kalachnikov cité La Marine Bleue dans le 14e arrondissement[129]. Kamel Meziani, chef du réseau des Oliviers est mis en cause pour ce double homicide, sur fond de la guerre entre les blacks et les oliviers[130].
- Le 18 août 2021, aux alentours de 22h30, un adolescent de 14 ans est abattu par des tirs d'arme automatique cité des Marronniers dans le 14e arrondissement[131].
- Le 12 août 2021, aux alentours de 20h15, un homme de 27 ans est abattu par balle en pleine rue dans le quartier du Grès à Martigues[132].
- Le 12 août 2021, aux alentours de 3h, un homme attablé dans un bar de la Belle de Mai, dans le 3e arrondissement de Marseille, est grièvement blessé par balles ; il parvient à retourner l'arme de son agresseur et le tue[133].
- Le 25 juillet 2021, aux alentours de 15h, un homme âgé entre 18 et 20 ans est tué par balles en pleine rue près de la station de métro Gèze dans le 15e arrondissement de Marseille, sur fond de trafic de cigarettes[134].
- Le 24 juillet 2021, vers 22h, un homme de 27 ans est criblé de balles cité de la Bégude Nord, dans le 13e arrondissement de Marseille[135].
- Le 23 juillet 2021, aux alentours de 23h30, Ibrahim Ahamada, un homme de 26 ans est tué de plusieurs balles de pistolet 9 mm à l'abdomen et à la tête cité des Oliviers dans le 13e arrondissement de Marseille[136]. Il était membre des blacks et a été tué par des membres du CDD/Corleone[137].
- Le 17 juillet 2021, un adolescent de 16 ans est tué par balles cité Barriol à Arles par des individus armés à bord d'une voiture[138].
- Le 9 juillet 2021, aux alentours de 17h, Woissim M., 18 ans, défavorablement connu des services de police, est abattu à proximité d'un camp de gens du voyage dans le 11e arrondissement de Marseille[139].
- Le 7 juillet 2021, peu après minuit, un homme de 28 ans est abattu d'une rafale d'arme automatique cité Frais-Vallon dans le 13e arrondissement de Marseille[140].
- Le 7 juillet 2021, peu avant minuit, une voiture et ses deux occupants sont pris pour cible à Septèmes-les-Vallons. La passagère, une jeune fille de 17 ans, est tuée[141].
- Le 5 juillet 2021, aux alentours de 4h45, un homme de 34 ans est abattu devant sa compagne cité des Hirondelles, dans le 13e arrondissement de Marseille[142].
- Le 28 juin 2021, vers 4h du matin, un homme de 20 ans est abattu cité Frais-Vallon, dans le 13e arrondissement de Marseille[143]
- Le 28 juin 2021, peu avant minuit, deux jeunes hommes de 19 et 20 ans sont visés par des tirs dans la cité Bassens, dans le 15e arrondissement de Marseille ; le plus âgé, Driss B., des deux décède sur le coup[144],[145]. Ce meurtre fait suite à l'enlèvement d'un membre du réseau Maga par celui de Bassens. Bassens récupère à la fin de l'année le réseau Maga[146].
- Le 25 juin 2021, dans la soirée, Younes Laateur, 32 ans, défavorablement connu des services de police est abattu au Stade de la Martine dans le 15e arrondissement de Marseille alors qu'il participait à un match de foot amateur. Membre du clan des blacks, il a été impliqué lors du triple règlement de comptes du 27janvier 2010 [147],[148]. Cet assassinat ouvre un été meurtrier causé par un affrontement entre les blacks et les oliviers de Kamel Meziani[149].
- Le 1er juin 2021, deux hommes de 20 et 34 ans sont tués par balles quartier Monclar à Avignon[150].
- Le 8 mai 2021, un promeneur découvre le corps d'un homme d'une trentaine d'années, parc de l'Oasis dans le 15e arrondissement de Marseille. Le corps présente plusieurs plaies d'arme blanche[151]. Il s'agirait d'un Nigérien. Ce meurtre arriverait en représailles de l'enfer que les Nigériens font vivre aux habitants de la cité Kalliste[152].
- Le 30 avril 2021, peu après 0h20, un homme de 29 ans est pris pour cible cité Font-Vert dans le 14e. Grièvement blessé, il succombe au bloc opératoire de l'hôpital Laveran[153].
- Le 25 avril 2021, aux alentours de 17h, un homme d'une trentaine d'années est abattu à l'arme automatique dans le centre de Cavaillon[154].
- Le 17 avril 2021, en fin d'après-midi, un homme de 21 ans est abattu de trois tirs de 9 mm quartier Corot dans le 13e arrondissement de Marseille[155]. Cet homme appartenait au clan du cdd/corleone allié des gitans et des oliviers A. Il a été tué par les blacks, alliés aux oliviers B. [137]
- Le 11 avril 2021, aux alentours de 20h, un jeune homme corse de 20 ans est abattu d'une rafale de pistolet mitrailleur dans un hall d'immeuble de la cité des Rosiers, dans le 14e arrondissement[156].
- Le 21 février 2021, aux alentours de 14h, un homme est abattu cité du Petit-Séminaire dans le 13e arrondissement de Marseille par un commando de trois hommes armés[157] convoitant un appartement squatté par la victime Nigérienne[158].
- Le 17 février 2021, peu avant 16h, un homme de 33 ans est tué d'une balle dans la tête cité La Bricarde dans le 15e arrondissement de Marseille[159].
- Le 13 février 2021, aux alentours de 20h30, plusieurs hommes armés font feu sur une voiture BMW roulant sur la passerelle de Plombières, dans le 3e arrondissement de Marseille ; à son bord, deux hommes sont tués[160].
- Le 14 janvier 2021, un homme d'une quarantaine d'années est retrouvé mort dans une voiture calcinée dans la commune de Bellegarde[161].
- Le 6 janvier 2021, aux alentours de 11h, une voiture est retrouvée carbonisée avec un homme à son bord dans le quartier de l'Estaque, dans le 16e arrondissement de Marseille[162].

### 2020
- Le 29 décembre 2020, dans la nuit, une voiture est retrouvée en feu à proximité de l'A55 dans la commune des Pennes-Mirabeau ; à l'intérieur, sont retrouvés les corps de deux hommes préalablement tués par balles[163]. L'un des deux est Brahim Kessaci, 22 ans et père d'une fille de deux ans. Le petit frère de Brahim, Amine, s'engagera par la suite dans la sensibilisation contre le narcotrafic[164].
- Le 30 novembre 2020, dans la soirée, un homme de 41 ans est battu à mort à l'aide d'une barre de fer après avoir été extirpé de force de son appartement de la cité La Bricarde, dans le 15e arrondissement de Marseille[165],[166].
- Le 25 octobre 2020, en milieu de matinée, Abderrahmane Allais est retrouvé mort par balles dans une voiture à la cité des Hirondelles, dans le 13e arrondissement de Marseille[167]. Appartenant au réseau des Oliviers, Il est suspecté d'avoir participé au repérage des victimes de la tuerie du KFC, en traçant la balise placée sous leur voiture…
- Le 25 octobre 2020, au matin, le corps d'un homme sans vie est découvert quartier de Mourepiane dans le 16e arrondissement de Marseille ; l'homme a été abattu par balles[167].
- Le 24 octobre 2020, aux alentours de 9h30, le voisinage de la cité des Flamants, dans le 14e, alerte les secours. Au pied d'un immeuble, un homme de 18 ans est retrouvé mort dans une voiture touchée par un tir d'arme à feu[168].
- Le 11 octobre 2020, aux alentours de 22h30, une voiture stationnée au pied d'une cité du 3e arrondissement de Marseille est prise pour cible. Une passagère de 19 ans est grièvement blessée et succombe à ses blessures quelques jours plus tard[169].
- Le 8 septembre 2020, aux alentours de 21h, un homme de 39 ans est pris pour cible par un ou plusieurs tireurs dans la commune d'Aubagne ; touché à la tête, il décède sur place[170].
- Le 3 août 2020, vers minuit, un jeune homme de 19 ans est abattu sur l'autoroute A7 au niveau de la sortie des Arnavaux et de l'hôpital nord, dans le 15e arrondissement de la ville. Son frère de 25 ans, conducteur du véhicule, a été blessé à la bouche[171].
- Le 24 juillet 2020, aux alentours de 22h40, un jeune homme de 18 ans, de nationalité tunisienne est abattu de quatre balles dans le dos, cité de la Poncette à Toulon[172].
- Le 21 juillet 2020, aux alentours de 2h, Djamel Lekhetari, 35 ans, figure du narco-banditisme marseillais, est abattu au volant de sa voiture dans le quartier de Sainte-Musse à Toulon[173]. Il était le chef des Oliviers B. [137]
- Le 5 juin 2020, aux alentours de 22h, un homme de 37 ans est abattu de plusieurs tirs de 9mm alors qu'il circulait à bord de sa voiture rue Félix Pyat dans le 3e arrondissement de Marseille[174].
- Le 3 juin 2020, un homme de 19 ans assis dans un véhicule en stationnement est pris pour cible à l'arme lourde, cité Frais-Vallon dans le 13e arrondissement de Marseille. Le conducteur est tué et le passager grièvement blessé[175].
- Le 15 mai 2020, aux alentours de 1h, Louis Rodriguez, un homme d'une vingtaine d'années est abattu cité La Cayolle dans le 9e arrondissement de Marseille. Il était un des chefs de la "cayolle cofee"[176],[177].
- Le 4 mai 2020, aux alentours de 8h, un homme de 45 ans est abattu par deux individus devant son domicile à Arles[178].
- Le 15 mars 2020, aux alentours de 21h30, un homme de 28 ans est abattu à Toulon par deux hommes à moto[179].
- Le 12 mars 2020, aux alentours de 1h30, deux hommes de 21 et 20 ans sont abattus dans un ascenseur traverse du Moulin de la Villette, dans le 3e arrondissement de Marseille[180]
- Le 28 février 2020, aux alentours de 17h, un homme de 40 ans est abattu sur l'autoroute A7 dans le 15e arrondissement de Marseille à la sortie de la ville[181].
- Le 11 février 2020, aux alentours de 20h, un homme d'une vingtaine d'années est abattu cité Frais Vallon dans le 13e arrondissement de Marseille[182].
- Le 18 janvier 2020, aux alentours de 0h45, un homme de 23 ans est abattu cité du Merlan dans le 14e arrondissement de Marseille ; une douzaine d'étuis de munitions type Kalachnikov sont retrouvés sur place[183].

## Années 2010

### 2019
- Le 29 décembre 2019, un homme de 31 ans est abattu à l'arme de guerre dans un gymnase du 14e arrondissement de Marseille alors qu'il assistait à une rencontre sportive[184].
- Le 12 décembre 2019, aux alentours de 13h30, un jeune homme de 21 ans est criblé de balles dans sa voiture arrêtée à un feu rouge à Avignon[185].
- Le 17 novembre 2019, vers 21h45, une fusillade éclate cité des Rosiers, dans le 14e arrondissement de Marseille. Un jeune homme de 22 ans est abattu par un fusil de type kalachnikov, tandis que 5 personnes sont grièvement blessés[186].
- Le 30 octobre 2019, aux alentours de 22h45, un jeune homme de 17 ans est abattu devant la Gare Saint-Charles, dans le 1er arrondissement de Marseille[187].
- Le 27 octobre 2019, aux alentours de 22h30, un homme de 26 ans est abattu avenue de Saint-Jérôme dans le 13e arrondissement de Marseille ; un autre homme est également blessé[188].
- Le 2 septembre 2019, aux alentours de 22h45, un homme de 26 ans défavorablement connu des services de police est abattu par des tirs de kalachnikov cité du Mail, dans le 14e[189].
- Le 30 août 2019, aux alentours de 5h30, deux hommes de 29 et 30 ans sont abattus par des tirs de 7,62 mm dans une chambre d'un hôtel Formule 1 des Pennes-Mirabeau ; l'un d'eux, Farid Tir, est la sixième victime d'un même clan depuis 2011[190].
- Le 4 août 2019, peu après 20h30, un jeune homme de 17 ans est abattu par balles par deux hommes encagoulés, rue Felix Zoccola dans le 15e arrondissement de Marseille[191].
- Le 28 juillet 2019, aux alentours de 20h30, deux hommes font feu sur une station-service de la commune d'Ollioules dans le Var. Deux hommes sont abattus ainsi qu'une vacancière victime collatérale de la fusillade ; son mari sera lui grièvement blessé[192].
- Dans la nuit du 5 au 6 juin, un homme de 47 ans a ouvert le feu à plusieurs minutes d'intervalles, non loin de l'école Jeanne d'Arc à Brignoles. Aucune victime[193].
- Le 1er mai 2019, aux alentours de 14h, un homme de 21 ans est abattu chemin de la Madrague-Ville, dans le 15e arrondissement de Marseille, alors qu'il était assis dans un véhicule en stationnement[194].
- Le 11 avril 2019, aux alentours de 22h30, un jeune homme de 19 est tué par balles près de la Gare Saint-Charles dans le 3e arrondissement de Marseille[195].
- Le 2 avril 2019, aux alentours de 16h, un homme de 35 ans est abattu par deux individus à scooter alors qu'il marchait avenue de Saint-Antoine dans le 15e arrondissement de Marseille[196].
- Le 14 mars 2019, aux alentours de 22h, un homme de 21 ans est abattu dans une cité d'Hyères, dans le Var. Pris pour cible par plusieurs individus tirant depuis une voiture, l'homme est transporté à l’hôpital où il décédera dans la soirée[197].
- Le 12 mars 2019, aux alentours de 20h45, un homme de 42 ans est tué et son frère grièvement blessé lors d'une fusillade à l'entrée de la cité La Busserine, dans le 14e. Deux des quatre auteurs des faits ont été appréhendés par la police[198].
- Le 10 mars 2019, un jeune homme est poignardé à mort à Aix-en-Provence. Son corps est ensuite transporté et enterré à Salon-de-Provence, puis découvert une semaine plus tard par la police. Il s'agit d'un règlement de comptes sur fond de trafic de stupéfiants[199].
- Le 25 février 2019, une voiture est retrouvée en feux sur la commune de Tanneron, à l'intérieur le corps de Thierry Fornasari, 43 ans figure du grand-banditisme[200].
- Le 4 février 2019, aux alentours de 23h15, un homme de 21 ans est abattu à l'aide d'une arme de type kalashnikov boulevard du Capitaine Gèze, dans le 14e[201].
- Le 6 janvier 2019, un homme d'une vingtaine d'années est abattu de plusieurs balles de gros calibre dans le 15e arrondissement de Marseille. L'homme était connu pour trafic de stupéfiants et était sorti de prison en mai 2018[202].

### 2018
- Le 12 décembre 2018, Billal El Ghoudani, 23 ans, est mortellement poignardé par un commando de trois hommes sur fond de trafic de stupéfiants à Pertuis[203].
- Le 10 décembre 2018, aux alentours de 0h30, une voiture est retrouvée carbonisée avec un corps à son bord dans la commune d'Eguilles. Tué selon la méthode dite du « barbecue », le meurtre est lié au trafic de stupéfiants[204].
- Le 22 novembre 2018, aux alentours de 3h, deux hommes de 22 et 28 ans sont abattus au pied d'un immeuble du quartier Canto Perdix à Martigues par des tirs de fusil type kalashnikov[205].
- Le 21 novembre 2018, aux alentours de 21h, un homme d'une vingtaine d'années est tué et quatre autres personnes blessées lors d'une fusillade dans le quartier des Œillets à Toulon[206].
- le 21 octobre 2018, Daouda Wade, dit Blacky, membre du réseau de Jean Jaurès de la bande de Jimmy, est découvert carbonisé, route de Gardanne à Luynes. Yeux bandés, ligotés et bâillonné, il avait été exécuté d'une balle dans la tête. Son nom avait circulé dans l'enlèvement de Rudy, mort dans des conditions similaires[207].
- Le 17 octobre 2018, aux alentours de 9h30, Hichem Menadjlia, 28ans, qui venait de sortir de prison est abattu à Aix-en-Provence ; le véhicule ayant servi au crime est retrouvé incendié aux Miles. Hichem Menadjlia faisait partie du clan de Vitrolles et a été assassiné par le clan de Gignac en réponse au meurtre de Bilal B[208],[209],[210],[211].
- Le 10 septembre 2018, aux alentours de 0h25, un jeune homme de 19 ans et un adolescent de 14 ans sont abattus cité Berthe à La Seyne-sur-Mer, dans le Var, alors qu'ils se trouvaient dans une voiture[212].
- Le 9 septembre 2018, aux alentours de 22h, un homme d'une quarantaine d'années connu dans le milieu du grand banditisme est abattu alors qu'il se trouvait au volant de sa voiture dans le 15e arrondissement de Marseille[213].
- Le 7 septembre 2018, aux alentours de 20h40, un homme est abattu à proximité du commissariat de police du 16e arrondissement à Marseille. Deux hommes ont ouvert le feu avec des fusils type kalashnikov alors qu'il était attablé en terrasse d'un bar à chicha[214].
- Le 4 septembre 2018, un homme de 53 ans est abattu dans une épicerie du 2e arrondissement de Marseille où il avait trouvé refuge[215].
- Le 3 septembre 2018, aux alentours de 7h30, Bilal B, alias Zebu, âgé de 33 ans est abattu devant le centre hospitalier de Martigues par des tirs de gros calibre alors qu'il accompagnait sa femme enceinte à l'hôpital. Il faisait partie de la faction de gignac et son meurtre serait en réponse de celui d'Adil Attar du clan de Vitrolles[216],[210].
- Le 23 août 2018, un homme âgé de 20 ans est ciblé par des tirs rue Lucien Rolmer dans le 3e arrondissement de Marseille. Grièvement blessé, il meurt à l’hôpital La Timone à 15h00[217].
- Le 30 juin 2018, aux alentours de 23h15, deux hommes d'une vingtaine et d'une cinquantaine d'années sont abattus à Salon-de-Provence cité des Carnourgues. Les assaillants, au nombre de deux ou trois, ont ensuite pris la fuite[218].
- Le 10 juin 2018, aux alentours de 2h30, un homme d'une vingtaine d'années est abattu sur le Vieux-Port dans le 1er arrondissement de Marseille[219].
- Le 26 mai 2018, aux alentours de 1h00, Adil Attar et Engin Gunes sont abattus dans les locaux d'une association sportive à l'Estaque dans le 16e arrondissement de Marseille. Adil Attar ferait partie de la faction de Vitrolles de Nez Tordu et sa mort arriverait en représailles de celle d'Antonio Martinez. Egin Gunes, inconnu des services de police, semble être une victime collatérale. Ils achètent leurs informations à Haurus, policier corrompu de la DGSI[220],[221],[210].
- Le 6 avril 2018, aux alentours de 0h30, un homme de 38 ans est abattu alors qu'il rentrait chez lui à Vitrolles, quartier des Pins. Le véhicule des assaillants sera retrouvé calciné à Luynes.
- Le 5 avril 2018, aux alentours de 10h20, deux hommes âgés de 30 et 36 ans sont abattus dans la cour de la cité Pierre Renard, dans le 10e arrondissement de Marseille.
- Le 24 mars 2018, vers 23h30, une fusillade éclate cité Consolat, dans le 15e arrondissement de Marseille. Deux hommes âgés d'une trentaine d'années sont visés par des tirs d'armes automatiques, l'un d'eux décède sur place[222].
- Le 12 mars 2018, aux alentours de 21h50, trois jeunes hommes sont blessés par arme à feu cité Guyemer à Toulon. L'un d'eux, âgé de 23 ans, décède à l'hôpital à 23h30[223].
- Le 3 février 2018, aux alentours de 22h15, les pompiers de Cuges-les-Pins interviennent sur un feu de voiture à proximité du parc d'attractions OK Corral ; à l'intérieur deux hommes sont découverts préalablement abattus par balles[224]. Il s'agit d'Antonio Martinez et de son garde du corps, victime d'une mutinerie de la part de Nez tordu. L'assassinat aurait en outre été commandité par le réseau de la Cité des Flamants. Le clan de Marignane, initialement les tueurs des Remadnia, et qui ont repris Font-Vert après la mort de Mehdi Remadnia et vont acquérir les réseaux de la bricarde, du plan d'Aou, des Aygalades et de Kalliste mais vont également s'étendre dans toute la région (Salon, Toulon, Martigues, Vitrolles, Gignac...). Cette mutinerie va entrainer une guerre interne entre la faction de Gignac de Pascal Martinez et celle de Vitrolles, de Nez Tordu[225],[210].
- Le 2 février 2018, un homme d'une trentaine d'années est abattu au volant de sa voiture, chemin des Escourtines dans le 11e arrondissement de Marseille[226].
- Le 27 janvier 2018, aux alentours de 21h30, un homme de 31 ans est abattu dans un quartier de l'est toulonais. Deux autres hommes âgés tous deux de 27 ans sont sérieusement blessés[227].
- Le 23 janvier 2018, un homme d'une trentaine d'années est abattu au pied d'un immeuble de Campagne-Larousse dans le 14e[226].
- Le 14 janvier 2018, aux alentours de 3h, un homme fait irruption dans un squat du quartier Pont-de-Vivaux dans le 10e arrondissement de Marseille. Il fait feu sur les trafiquants de drogue présents et touche mortellement l'un d'eux âgé de 17 ans.
- Le 11 janvier 2018, à 23h15, un homme de 26 ans est tué alors qu'il circulait à bord d'une voiture place Jean Jaurès dans le 5e arrondissement de Marseille. Le véhicule ayant servi au crime est retrouvé calciné au Rove[228],[229],[230].

### 2017
- Le 31 décembre 2017, aux alentours de 23h50, un homme âgé de 29 ans quitte un bar boulevard Oddo dans le 15e arrondissement de Marseille ; alors qu'il monte dans son véhicule il est abattu par des tirs de gros calibre[231].
- Le 25 décembre 2017, vers 19h30, une fusillade éclate dans un bar du 15e arrondissement de Marseille, un homme de 26 ans est abattu par des tirs de 9 mm, 2 autres personnes sont grièvement blessés[232].
- Le 11 novembre 2017, un homme de 24 ans est abattu à la cité Félix Pyat dans le 3e arrondissement de Marseille[233].
- Le 20 octobre 2017, un homme de 40 ans est abattu dans un local associatif de la cité La Bricarde dans le 15e arrondissement de Marseille[234].
- Le 23 septembre 2017, aux alentours de 14h, deux jeunes hommes sont abattus au fusil d'assaut et leurs corps brûlés dans une voiture cité La Castellane, dans le 15e arrondissement de Marseille[235].
- Le 2 septembre 2017, vers 4h15, un homme de 24 ans est abattu au fusil de chasse cité des Rosiers dans le 14e arrondissement de Marseille[236].
- Le 7 août 2017, aux alentours de 19h, un homme âgé de 28 ans est abattu par des tirs de fusil type kalachnikov sur le parking d'un supermarché de La Ciotat[237].
- Le 29 juin 2017, Issam Aouri est abattu rue Clovis-Hugues. Selon la « rumeur », le numéro deux du réseau des Oliviers avait demandé à Rudy de donner le « go » pour la tuerie du KFC, ce qu'il avait toujours nié[207].
- Le 13 juin 2017, aux alentours de 23h30, Abdullah Hamel, 29 ans, est abattu de trois balles dans la tête par deux tireurs à scooter cité Air-Bel dans le 11e arrondissement de Marseille[238].
- Le 6 mai 2017, vers 22h30 un homme d'une trentaine d'années est tué par balles en sortant de chez lui au nord de Toulon[239].
- Le 6 mai 2017, un Brignolais anciennement convoyeur de fonds qui fut victime d'un braquage en 2008 (butin de 7 millions d'euros) a été retrouvé mort, tué de balles dans la tête à Tourves.
- Le 18 mars 2017, aux alentours de 15h, un jeune homme âgé de 20 ans est abattu par des tirs de fusil type Kalachnikov cité des Lauriers, dans le 13e arrondissement de Marseille[240].
- Le 3 mars 2017, peu avant minuit, un homme de 21 ans est abattu boulevard Camille Pelletan dans le 3e arrondissement de Marseille[241].
- Le 28 février 2017, vers 23h, un jeune homme de 21 ans est grièvement blessé par balles cité des Lauriers dans le 13e arrondissement de Marseille. Il succombera à ses blessures quelques heures plus tard[240].
- Le 16 février 2017, aux alentours de 22h30, un homme de 27 ans est abattu dans un quartier de l'ouest d'Aix-en-Provence[242].
- Le 16 février 2017, aux alentours de 22h, à hauteur de Gignac-la-Nerthe, deux individus à bord d'une voiture circulant sur l'A55 percutent un autre véhicule et le font sortir de la route. Alors que ce dernier est immobilisé, un des poursuivants fait feu et abat le conducteur[242].
- Le 7 février 2017, aux alentours de 21h, Mehdi Remadnia, l'ours de font-vert, 34 ans, parrain marseillais de la drogue, est abattu au pied d'un immeuble d'Allauch à l'aide d'une arme de type kalachnikov[243].

### 2016
- Le 31 décembre 2016, un homme de 23 ans est retrouvé mort dans un buisson du 14e arrondissement de Marseille ; le corps est calciné et présente une plaie par arme à feux à la nuque[244].
- Le 24 décembre 2016, Fahad Echata, 19 ans, attablé dans un bar à chicha du Parc Kallisté dans le 15e arrondissement de Marseille est tué par balle par plusieurs assaillants[245],[246].
- Le 18 novembre 2016, un passant découvre au pied du Massif de l'Etoile, dans le 13e arrondissement de Marseille, le corps d'un adolescent de 15 ans, ligoté, calciné et préalablement tué d'une balle dans la tête[247]. Il s'appelait Rudy et était accusé d'avoir donné le go aux tueurs du 21 octobre 2016[248],[207].
- Le 9 novembre 2016, aux alentours de 20h30, un homme de 32 ans est abattu par deux individus tirant depuis une voiture au Puy-Sainte-Réparade alors qu'il sortait d'un gymnase[249].
- Le 21 octobre 2016, aux alentours de 23h30, deux hommes à moto prennent pour cible une Volkswagen Golf stationnée sur le parking d'un KFC dans le 14e arrondissement de Marseille. Le conducteur et son passager sont tués[250]. À la suite d'une molestation, Sofiane Tatoui et Boualem Mekboul auraient été « autorisés » à se venger par l'un des patrons du réseau des Oliviers A, Kamel Meziani, qui leur aurait fourni les armes[248]. En fait, à la suite d'une déstabilisation du réseau Des Oliviers, la bande de Khadim Thiam (Jimmy), Samir Zerouali (ZZ) et Daouda Wade (Blacky) a voulu prendre le contrôle du réseau Jean Jaurès alors contrôlé par le réseau des Oliviers. C'est dans ce contexte que Sofiane Tatoui est molesté par la bande de Jimmy[207].
- Le 19 Septembre, Foued Tir est blessé peu après 20h au fusil de chasse alors qu'il stationnait devant son domicile à Frais-Vallon. Il meurt le 23 octobre 2016[251],[252].
- Le 5 septembre 2016, aux alentours de 23h30, deux hommes de 40 et 59 ans sont abattus dans un bar associatif du Panier dans le 2e arrondissement de Marseille[253].
- Le 3 septembre 2016, aux alentours de 5h, un homme de 24 ans originaire de la cité La Castellane est pris pour cible sur le parking d'une discothèque de Rognac. Touché à deux reprises par des tirs de gros calibre, il décède sur les lieux[254].
- Le 1er septembre 2016, peu après 1h, Eddy Bousaid, 35 ans, est abattu d'une rafale de kalachnikov alors qu'il rentrait chez lui dans la commune de Marignane[255].
- Le 31 août 2016, Rodolphe Sadjian, 39 ans, gérant d'un salon de tatouage, est abattu de sept balles de 9mm alors qu'il s'apprête à rentrer chez lui dans le 13e arrondissement de Marseille[256].
- Le 26 août 2016, Mesut Yilmaz, 28 ans, est tué par balles dans une épicerie de Marignane[257].
- Le 26 août 2016, Samir Chekchouk, guetteur du réseau la villette est retrouvé carbonisé dans une voiture dans la commune des Pennes-Mirabeau[258]. Il a été tué par Assoumani Aboudou, son cousin Wahab Mohamed, dit Zépé, Youssouf Hassani, dit Chris, le plus jeune de la bande, et Smail Boufroukh, qui seraient liés aux réseaux des Oliviers, à cause d'une trahison commerciale[207],[259].
- Le 26 août 2016, Hamid Hamoudi, circulant sur un scooter type T-Max est criblé de balles boulevard Charles Kaddouz dans le 12e arrondissement de Marseille[260].
- Le 16 août 2016, Alain Armato, 56 ans, figure du grand banditisme, est abattu de onze tirs de 9 mm par deux hommes à moto cité La Cayolle dans le 9e arrondissement de Marseille[261].
- Le 7 août 2016, peu avant 10h à un feu rouge, une Renault Twingo est prise pour cible par un commando armé place Brosolette dans le 4e arrondissement de Marseille. Le conducteur est tué sur le coup, le passage sort du véhicule avant d'être tué à son tour[262]. Les victimes sont Yssouf Saindou, 19 ans, et Abdourahmane Aboudou, 21 ans originaires du Par Corot. Ils seraient affiliés au clan des Gitans des frères Bengler[263].
- Le 5 juillet 2016, Souley, un adolescent de 17 ans, est assassiné à Aix-en-Provence. Attiré dans un stade par une jeune fille de 15 ans, il est pris au piège par deux garçons du même âge. L'un le frappe avec un bâton, tandis que l'autre lui assène huit coups de couteau, dont plusieurs mortels.256
- Le 25 juin 2016, Yanis L,22ans, membre de la famille Tir, et Badis A, 24 ans sont abattus à l'arme lourde cité Consolat-Mirabeau dans le 15e arrondissement de Marseille. Une fille de 14ans sera atteinte d'une balle perdue à 100mètre de là[264],[265].
- Le 15 juin 2016, aux alentours de 22h30, Mohamed Galem, 23 ans, est abattu au pied d'un immeuble du parc Corot dans le 13e arrondissement de Marseille. Il serait affilié au clan des Gitans des frères Bengler[266].
- Le 24 mai 2016, aux alentours de 16h, un homme de 35 ans est abattu au volant de son véhicule au niveau du 454 de la rue de Lyon dans le 15e arrondissement de Marseille[267].
- Le 12 mai 2016, aux alentours de 6h, Chamsoudine Mohamed, 22ans, est abattu au sortir de son immeuble par des tirs de fusil de chasse boulevard National dans le 3e arrondissement de Marseille. Il serait affilié au clan gitan des frères bengler[268],[266].
- Le 4 avril 2016, peu avant 11h, un homme de 47 ans, déjà connu des services de police, est abattu à la kalachnikov dans la cité de la Paternelle dans le 14e arrondissement de Marseille[269].
- Le 2 avril 2016, aux alentours de 22h30, un homme ouvre le feu sur un groupe de personnes au pied d'un immeuble de la cité Bassens dans le 15e arrondissement de Marseille, faisant trois morts et trois blessés[270]. Le tireur est Lenny Albarello qui voulait se venger de la mort de Sonny Albarello[271].
- Le 17 mars 2016, aux alentours de 21h30, un homme de 35 ans nommé Ali Rahrah est abattu par un commando avenue Paul Coxe dans le 14e arrondissement de Marseille malgré le gilet pare-balles dont il était porteur[272].
- Le 14 mars 2016, vers 21h, un homme de 25 ans est abattu sur un trottoir de cinq tirs d'arme lourde, cité du Mail dans le 14e arrondissement de Marseille[273].
- Le 8 février 2016, aux alentours de 20h, un homme de 39 ans est abattu quartier Saint-Mitre dans le 13e arrondissement de Marseille[274].
- Le 4 février 2016, aux alentours de 21h30, Nouri  Abd Lakas, 26ans, et Nasser Khellaf, 31ans, stationnés sur un parking de centre commercial à la Valentine dans le 11e arrondissement de Marseille sont abattus dans un guet-apens. Ils étaient affiliés au clan Tir et ont été tués par le gang de Marignane, proche du clan Remadnia[275],[276].
- Le 29 janvier 2016, un adolescent de 16 ans est tué de plusieurs coups de couteau cité La Bricarde dans le 15e arrondissement de Marseille[247].
- Le 25 janvier 2016, peu après 14h, un homme de 36 ans est abattu au volant de sa voiture par un commando dans la commune de Bouc-Bel-Air[277].
- Le 14 janvier 2016, aux alentours de 3h40, Habib Belkacem, âgé de 20 ans, est pris pour cible alors qu'il sort du bar des 4 avenues dans le 14e arrondissement de Marseille. Les assaillants vident un chargeur de kalachnikov sur son véhicule le tuant[278]. Il est membre du clan des gitans, les blacks voulaient se venger de la mort d'Anthony L. Le lendemain les gitans se vengent en tirant sur une boutique d'alimentation à la Cité des Cèdres détenue par le gang des blacks, alors que la Cité des Cèdres est techniquement le quartier général des gitans. 35 balles sont tirées, on recense un blessé[279].

### 2015
- Le 25 octobre 2015, aux alentours de 2h00, trois hommes assis dans une cage d'escalier de la cité des Lauriers dans le 13e arrondissement de Marseille sont pris pour cible par plusieurs tireurs. Mohamed Alliati, 15 ans, Kamal Zaatout, 15 ans, Abdelmalik Aroun, 23 ans. Le nom de Mohamed Mhoumadi, 31 ans, surnommé Babouin, affilié au clan des gitans, dont le frère Nassouri a été tué, circule[280],[281].
- Le 13 septembre 2015, aux alentours de 6h00, un homme est abattu quartier de l'Opéra dans le 1er arrondissement de Marseille alors qu'il s'abritait dans un bar[282].
- Le 5 août 2015, aux alentours de 9h30, Robert Bérengier, 52 ans, figure du grand banditisme est abattu de 9 tirs de 9 mm dont 5 à la tête alors qu'il traversait une rue dans le 12e arrondissement de Marseille[283].
- Le 20 juin 2015 aux alentours de minuit, Abdallah Agal, 28 ans est abattu par balles cité des Bleuets dans le 13e arrondissement de Marseille[284].
- Le 8 juin 2015, aux alentours de 1h, une voiture est retrouvée calcinée aux Miles dans la commune d'Aix-en-Provence. À l'intérieur le corps d'un homme tué par balles[285].
- Le 19 mai 2015, aux alentours de 8h20, Bernard Fischetti, 50 ans proche du milieu corse est abattu quartier Saint-Giniez dans le 8e arrondissement de Marseille[286].
- Le 16 mai 2015, aux alentours de 18h, un homme de 38 ans est criblé de balle rue Camille-Pelletan dans le 3e arrondissement de Marseille. Il succombe de ses blessures quelques jours plus tard[287].
- Le 26 avril 2015, aux alentours de 5h, deux hommes sont abattus à l'arme de guerre devant une épicerie du quartier du Canet dans le 14e arrondissement de Marseille[288].
- Le 22 avril 2015, aux alentours de 0h, un homme de 43 ans est abattu à l'arme automatique alors qu'il se trouve au volant de Smart, quartier des Tourtelles à Aubagne[289].
- Le 19 avril 2015, aux alentours de 18h30, un trentenaire est abattu de trois tirs dont un à la tête cité des Bourrely dans le 15e arrondissement de Marseille[290]. C'est le frère d'un des chefs du réseau de la Jougarelle, en représailles de la tentative de putsch de ce réseau contre le réseau de la tour k[291]. Il s'agirait de Lakhdar Khadhri[292].
- Le 8 avril 2015, un homme est retrouvé gravement blessé dans le 3e arrondissement de Marseille, présentant des traces de strangulation dans un véhicule accidenté. L'homme succombe peu après[293].
- Le 6 avril 2015, un homme de 24 ans est abattu dans un bar du 13e arrondissement de Marseille, pour s'être interposé quelques jours auparavant dans un vol de scooter[294].
- Le 3 mars 2015, un homme de 25 ans est pris pour cible par deux hommes à moto quartier de la Lecque à Port-de-Bouc, grièvement blessé, il succombe de ses blessures[295].
- Le 2 mars 2015, aux alentours de 7h30, un homme de 36 ans, attablé dans une boulangerie, est abattu par un commando de trois hommes à Marignane[296].
- Le 1er février 2015, aux alentours de 21h, un homme est abattu au volant de voiture dans la commune de Gignac-la-Nerthe[297].
- Le 14 janvier 2015, Hatem Cheikh Ali, simple guetteur du réseau de la tour k, est abattu d'une balle dans la tête dans la cité la Castellane par Seif Khadri, caïd du réseau de la Jougarelle. Cela fait suite à des tensions et des coups de feu lors d'un clip de Naps auquel a participé Hatem[298],[299].

### 2014
- Le 15 novembre 2014, en fin d'après-midi, un homme de 57 ans est abattu après une course-poursuite dans la commune de Trets[300].
- Le 27 octobre 2014, Nabil C, assassiné à l'âge de 35 ans, à la sortie de la prison de Luynes[301].
- Le 16 octobre 2014, aux alentours de 21h, un homme de 25 ans est abattu devant une résidence aux Pennes-Mirabeau alors qu'il se trouvait dans sa voiture[302].
- Le 1er août 2014, aux alentours de 21h30, un homme de 32 ans est abattu boulevard de la Pomme dans le 11e arrondissement de Marseille[303].
- Le 18 juillet 2014, Zachary Remadnia dit "Zak", 23 ans, circulant à scooter, est percuté par une voiture à haute de Sainte-Marthe dans le 14e. Les occupants sortent du véhicule et le tuent à l'aide d'un fusil type Kalachnikov de 23 balles. Cela fait suite à la tentative d'assassinat d'Hichem Tir, et aux assassinats de Mehdi Berrebouh et Karim Tir. Zak était d'ailleurs soupçonné d'avoir tué plusieurs membres de la famille Tir[304],[264].
- Le 17 juillet 2014, aux alentours de 16h, Karim Regaoui, 35 ans, est abattu dans le 15e arrondissement de Marseille alors qu'il marchait dans la rue. Il a été tué par Brice Desrayaux, Ibrahim Rabih, proche d'Hichem Tir et Nabil Boughanemi. Les accusés rejettent la faute sur Zakary Remadnia. Néanmoins, l'enquête n'a même pas réussi à déterminer si et à quel clan appartenait Karim Regaoui, qui n'avait pas le profil d'un grand délinquant. On sait que son frère Farid a été tué en 2006, par Karim Boughanemi, l'oncle de Nabil. Un mobile supposé du meurtre serait que Karim posait trop de questions sur la mort de son frère aux mauvaises personnes[305],[306],[307],[308].
- Le 11 juillet 2014, aux alentours de 17h, Franck Sanchez, 34 ans, est kidnappé cité du Mail dans le 14e, il sera retrouvé 1h plus tard tué par balle dans le coffre d'une voiture en flamme[309].
- En juillet 2014, Zakari Bouali est porté disparu. La police et ses proches pensent qu'il est mort. Il était membre du réseau de la Jougarelle et sa mort serait liée aux tensions naissantes avec le réseau de la tour k[310],[299].
- Le 29 juin 2014, aux alentours de 2h, un homme de 29 ans est abattu résidence Saint-Jean à La Ciotat alors qu'il se trouve à proximité de son appartement[311]
- Le 1er mai 2014, le corps d'un homme de 22 ans tué de deux balles dans la tête est retrouvé cité Gavotte-Peyret aux Pennes-Mirabeau[304].
- Le 29 avril 2014, aux alentours de 1h, un homme de 30 ans est abattu cité La Savine dans le 15e arrondissement de Marseille[312].
- Le 24 avril 2014, aux alentours de 10h, un homme de 25 ans est abattu cité de la Busserine dans le 14e alors qu'il montait dans sa voiture[313].
- Le 14 avril 2014, aux alentours de 15h30, Mehdi Berrebouh est tué par balle sur l'autoroute A7 à hauteur du quartier Saint-Mauront par trois ou quatre tireurs encagoulés. Karim Tir, le manager de Jul, sera tué dans le 92 le 13 juin 2014. Ces meurtres font suite à celui de Lakhdar Medjou[314],[315],[264].
- Le 24 mars 2014, aux alentours de 17h, un homme circulant sur l'A7 dans la commune de Lançon-de-Provence est la cible d'un commando qui l'abat au volant de sa voiture[316]
- Le 20 mars 2014, Amine Kahli, 29 ans, est abattu devant son domicile de Vitrolles par un commando de trois hommes armés de fusils de type Kalachnikov[304].
- Le 28 janvier 2014, Lakhdar Medjou, 40 ans, chef de réseaux de la cité Val Plan et proche des Remadnia est abattu dans sa Mercedes-Benz devant un bâtiment de la cité Val de Plan dans le 13e arrondissement de Marseille. Il est tué devant son fils de 9 ans par des membres du clan Berrebouh[317],[264].
- Le 25 janvier 2014, Thierry Street, figure du milieu, est retrouvé mort dans un appartement du 11e arrondissement de Marseille, préalablement tué de 5 balles de 9 mm[304].
- Le 19 janvier 2014, aux alentours de 21h30, Foued Ben Amar 30 ans est abattu au volant d'une voiture volée à Aubagne. Cagoulé, et armé d'un fusil d'assaut ce dernier s'apprêtait à passer à l'acte avant d'être abattu de six balles par un commando[318].
- Le 12 janvier 2014, aux alentours de 1h, Kader Yilmaz, 20 ans, est tué d'une balle dans la tête alors qu'il est attablé dans un snack de la rue de Lyon dans le 15e arrondissement de Marseille[319].

### 2013
- Le 31 décembre 2013, aux alentours de 1h, deux hommes encagoulés et armés sont abattus dans leur voiture avenue de Malpassé dans le 13e arrondissement de Marseille[320].
- Le 5 septembre 2013, aux alentours de 16h, Adrien Anigo, fils du directeur sportif de l'OM José Anigo, est abattu par deux hommes à moto à proximité de la station de métro Frais Vallon dans le 13e arrondissement de Marseille[321].
- Le 5 septembre 2013, aux alentours de 5h30, un homme de 24 ans est abattu par un commando de quatre hommes à La Ciotat ; percuté par le véhicule des assaillants, il sera abattu de dizaines de tirs de 9 mm et de calibre 12[322].
- Le 19 août 2013, un homme de 25 ans est abattu par deux individus à scooter à l'Estaque dans le 16e arrondissement de Marseille[323],[324]. Il s'agit de Malek Tachouaft[325].
- Le 29 juillet 2013, aux alentours de minuit, le corps d'un homme de 22 ans est retrouvé carbonisé aux Pennes-Mirabeau. Préalablement abattu d'une balle dans la tête, l'homme était originaire de Marseille[326].
- Le 22 juillet 2013, un homme d'une quarantaine d'années est abattu au volant de sa voiture à proximité d'une station-service sur le boulevard de Saint-Loup dans le 10e arrondissement de Marseille[327].
- En Juillet 2013, Foued Bounaas, suspecté d'avoir tué Nassouri Mhoumadi et Jimmy Itrisso, affiliés au clan des gitans, pour venger son frère, disparait[280].
- Le 24 juin 2013, aux alentours de 20h, un homme de 22 ans est abattu sur une aire de jeux pour enfants à La Ciotat[328].
- Le 22 juin 2013, aux alentours de 22h, Djibril Abbas, 27 ans, est abattu cité des Rosiers dans le 14e arrondissement de Marseille[329].
- Le 20 juin 2013, Johnny Rambaud, 24 ans, est abattu rue Gougit près du métro Bougainville dans le 15e arrondissement de Marseille[330].
- Le 5 juin 2013, aux alentours de 22h30, un homme de 49 ans est abattu par treize tirs de fusil à pompe alors qu'il circulait à vélo à proximité de la cité du Plan d'Aou dans le 15e arrondissement de Marseille[331].
- Le 16 mai 2013, Sabri Douaflia, âgé de 24 ans et originaire de Marignane, est retrouvé mort dans une voiture calcinée à Septèmes-les-Vallons[332].
- Le 9 mai 2013, aux alentours de 21h, un adolescent de 17 ans est abattu par vingt-trois tirs d'armes lourdes alors qu'il se trouvait au volant d'une Renault Clio quartier Saint-Joseph dans le 14e arrondissement de Marseille[333].
- Le 16 mars 2013, Nabil Sedik, 19 ans, est retrouvé dans une voiture carbonisée après avoir reçu quatre balles dans le dos, cité Font-Vert dans le 14e. Les faits sont troublants puisqu'il avait tourné un clip où il jouait quelqu'un qui mourrait comme ça[332].
- Le 13 mars 2013, dans la matinée, deux hommes sont abattus et un troisième est grièvement blessé cité des Bleuets dans le 13e arrondissement de Marseille[334].
- Le 9 mars 2013, aux alentours de 8h30, Aissa Lanane est abattu devant la prison des Baumettes, dans le 9e arrondissement de Marseille, alors qu'il venait d'en sortir quelques minutes plus tôt pour une dette de 8000€[335],[336].
- Le 27 février 2013, aux alentours de 13h, Khemissi Amari, proche de Lyes Gouasmia et Aissa Lanane 22 ans, récemment sortie de prison, est tué d'un tir de calibre 12 à la tête cité des Oliviers dans le 13e arrondissement de Marseille[337],[338].
- Le 3 janvier 2013, aux alentours de 19h30, un homme d'une cinquantaine d'années est abattu devant son restaurant dans la commune de Trets[339]

### 2012
- Le 1er novembre 2012, aux alentours de 18h30, Nassouri Mhoumadi, dit Nassou, 29 ans, et Jimmy Itrisso, 27ans, affiliés au clan des « gitans », sont abattus par un commando à moto alors qu'ils se trouvaient à bord d'une voiture de location dans le 14e. Foued Bounaas est suspecté du meurtre pour venger son frère, Zine el Abidine Bounaas tué en Mars 2012[340],[280].
- Le 11 octobre 2012, aux alentours de midi, un homme de 53 ans attablé à un restaurant de l'avenue Foch dans le 4e arrondissement de Marseille est abattu par balles[341].
- Le 29 août 2012, aux alentours de 23h, un homme de 25 ans est abattu à un feu rouge par un individu circulant en voiture boulevard Casanova dans le 14e[342].
- Le 25 août 2012, aux alentours de 16h, un homme de 24 ans est abattu par un individu à scooter dans le 8e arrondissement de Marseille alors qu'il venait de sortir récemment de prison[343].
- Le 29 juillet 2012, aux alentours de 17h, un homme de 25 ans est abattu cité des Lauriers dans le 13e arrondissement de Marseille[344].
- Le 23 juillet 2012, aux alentours de 3h, un homme appartenant à la communauté des gens du voyage est abattu par des tirs de pistolet alors qu'il sortait d'un immeuble de la rue de Lyon dans le 15e arrondissement de Marseille[345].
- Le 28 mai 2012, dans la soirée, une voiture est découverte en flamme aux Arnavaux dans le 14e, à l'intérieur un homme de 36 ans gît, tué par balles[346].
- Le 11 mai 2012, aux alentours de 14h, un homme est abattu au guidon de son scooter à proximité du lycée Saint-Exupéry dans le 15e arrondissement de Marseille, le passager du scooter est légèrement blessé[347].
- Le 10 mai 2012, dans la nuit, Alioune Diagne, un ressortissant sénégalais âgé de 36 ans, est abattu au volant de sa voiture dans la commune de Gignac-la-Nerthe[348].
- Le 1er mai 2012, aux alentours de 22h30, un homme est abattu au volant de sa voiture par un commando à moto utilisant des fusils de type kalachnikov dans le 14e arrondissement de Marseille[349].
- Le 30 avril 2012, un corps est retrouvé calciné sur un chemin forestier dans la commune de Carry-le-Rouet. Il s'agirait d'un homme appartenant au milieu toulonnais[350].
- Le 12 avril 2012, aux alentours de 22h, Karim Anani, 26 ans est abattu à bord de sa Renault Clio III RS, à la Madrague dans le 8e arrondissement de Marseille[351].
- Le 11 avril 2012, aux alentours de 20h30, Farid Tir, 40 ans, l'une des figures du milieu marseillais, est abattu devant son domicile dans le 3e arrondissement de Marseille. Ce règlement de comptes arrive en représailles du meurtre d'Ilias Remadnia[352],[264].
- Le 5 avril 2012, aux alentours de 22h, Ilias Remadnia, dit « Jojo », 25 ans, est abattu par un commando armé à moto alors qu'il se trouve dans sa voiture cité Font-Vert dans le 14e. Ce règlement de comptes arrive en représailles du meurtre de Saïd Tir[353],[264].
- Le 16 mars 2012, une voiture est retrouvée en flamme dans la commune de Simiane-Collongue ; à l'intérieur sont retrouvés deux hommes préalablement tués par balles[354].
- Le 11 mars 2012, vers 17h30, un homme d'une cinquantaine d'années déjà connu pour des faits de banditisme est abattu dans le quartier de la Capelette, dans le 10e arrondissement de Marseille[355].
- Le 2 mars 2012, aux alentours de minuit, une fusillade éclate dans un local associatif de la cité Air-Bel dans le 12e arrondissement de Marseille. Zine El Abidine Bounaas, 25 ans, proche des blacks, est tué, ainsi que Nadia Gherbi, 49 ans, victime collatérale des tueurs[356],[357].
- Le 24 février 2012, dans la soirée, un jeune homme de 21 ans est abattu d'une rafale de pistolet-mitrailleur type « Skorpio » dans un hall d'immeuble de la cité du Mail dans le 14e[358].

### 2011
- Le 25 décembre 2011, Sonny Albarello, 20 ans, Nouri Oualan et Mohamed Bouhembel, 19 ans, les chefs du réseau des Micocouliers se rendent à la cité Bassens afin de se fournir auprès de leurs grossistes les frères Laribi mais ils sont exécutés par Lamine Laribi. Il s'est fait payer par Sami Ati, l'ancien gérant du réseau des Micocouliers qui s'est fait expulser du réseau par ses lieutenants[359].Le même jour, une voiture est retrouvée calcinée dans la commune des Pennes-Mirabeau. À l'intérieur sont retrouvés les corps des trois jeunes hommes[360].
- Le 22 décembre 2011, un adolescent de 17 ans est abattu à l'arme automatique à l'entrée de la cité La Castellane dans le 15e arrondissement de Marseille. L’assassin, Eddy Tir, est condamné en 2016 à 25 ans de réclusion criminelle et son complice à 15 ans[361].
- Le 19 décembre 2011, une voiture est retrouvée carbonisée sur un parking de la commune de Septèmes-les-Vallons au nord de Marseille. À l'intérieur est retrouvé le corps d'un jeune homme de 27 ans abattu d'une balle dans la tête[360].
- Le 1er décembre 2011, aux alentours de 23h, un homme de 41 ans est abattu devant un snack avenue de Saint-Antoine dans le 15e arrondissement de Marseille. Un autre client du restaurant est grièvement blessé[360].
- Le 24 novembre 2011, aux alentours de 9h, un homme de 24 ans dénommé Youssef est grièvement blessé d'une balle dans le ventre cité La Savine dans le 15e arrondissement de Marseille. Il décède quelques heures plus tard à l'hôpital[362].
- Le 20 octobre 2011, Lionel Ribellino, patron de bar à Fuveaux, est abattu par un commando dans la commune de Trets[363].
- Le 24 septembre 2011, aux alentours de 21h30, Rachid Bekhis, 30 ans ,est abattu d'une rafale de Kalachnikov cité des Flamants dans le 14e[364]. C'était un proche des Tir[365].
- Le 22 août 2011, Mohamed Mentoumia, 33 ans, caïd de Vitrolles, est abattu de trois balles quartier d'Encagnane à Aix-en-Provence[366].
- Le 29 juillet 2011, aux alentours de 11h, un lieutenant de Francis le Belge, Souhel Hanna-Elias, dit « Joel le Turc » est abattu à l'arme de guerre à proximité de la place Castellane dans le 6e arrondissement de Marseille[367].
- Le 20 juillet 2011, dans la matinée, Roland Gaben, parrain marseillais est tué par un commando dans le 15e arrondissement de Marseille[368].
- Le 2 juillet 2011, aux alentours de 12h, un homme de 42 ans est tué par des tirs de fusil de chasse dans le 15e arrondissement de Marseille ; un second est blessé et trouve refuge dans une pharmacie[369].
- Le 9 juin 2011, aux alentours de 1h30, un homme de 32 ans est abattu dans un bar du Vieux Port dans le 1er arrondissement de Marseille[370].
- Le 11 mai 2011, aux alentours de 15h30, deux hommes d'une vingtaine d'années appartenant au clan des Remadnia sont abattus à l'arme automatique à proximité d'un collège dans le 3e arrondissement de Marseille, quartier Saint-Mauront[371].
- Le 27 avril 2011, dans l'après-midi Said Tir, 60 ans, parrain marseillais, est abattu de deux tirs de fusil à pompe alors qu'il était arrêté à un feu rouge dans le 15e arrondissement de Marseille. Ce règlement de comptes arrive en représailles de la mort de Karim Seghier[372]. Son beau-frère Akim Bragsi, soupçonné d'être son homme de main, sera tué en Espagne[373].
- Le 12 avril 2011, aux alentours de 14h, un homme de 37 ans est abattu alors qu'il montait en voiture en plein centre-ville de Gardanne[374].
- Le 23 mars 2011, dans l'après-midi, Sofiane, 28 ans, est abattu alors qu'il était attablé dans un bar dans la commune de Gardanne[375].
- Le 11 février 2011, aux alentours de 5h, un homme de 32 ans est abattu devant sa porte par un commando armé dans la commune de Fos-sur-Mer[376].

### 2010
- Le 19 novembre 2010, aux alentours de 21h15, une fusillade éclate cité du Clos La Rose dans le 13e arrondissement de Marseille. Un adolescent de 16 ans, Jean-Michel Gomez, est abattu de sept balles de gros calibre ; un autre de 11 ans est grièvement blessé. Les tueurs sont les frères Bengler, venus venger leur ami Franckie Notta[377],[378].
- Le 11 novembre 2010, aux alentours de 22h, Franckie Notta, 22 ans, proche des frères bengler (gitans), est abattu cité La Rose dans le 13e arrondissement de Marseille[379],[378].
- Le 20 septembre 2010, aux alentours de 18h, deux hommes font irruption dans une pizzeria de Port-de-Bouc ; alors qu'une fusillade éclate, le propriétaire de 49 ans est tué ainsi que l'un des agresseurs[380].
- Le 31 août 2010, aux alentours de 4h, un homme de 27 ans est retrouvé abattu d'une balle dans la tête dans une berline en flamme chemin Bois de l'Aumône dans le 11e arrondissement de Marseille[381].
- Le 24 août 2010, aux alentours de 17h, deux hommes d'une trentaine d'années sont abattus dans leur voiture cité La Cayolle dans le 9e arrondissement de Marseille[382].
- Le 16 août 2010, un homme d'une vingtaine d'années est abattu de sept balles de pistolet cité des Bleuets dans le 14e[380].
- Le 3 août 2010, Karim Seghier est abattu par des tirs de pistolet dans un guet-apens à Font-Vert dans le 14e. Son frère, Mohamed, est blessé. Les frères Seghier ont séquestré Farid Tir et sa femme enceinte, causant la perte du bébé, sur fond de rivalité entre Tir et Remadnia pour le contrôle des points de deal de Font-Vert. Cet épisode est le début d'une sanglante guerre entre les deux clans [380],[383].
- Le 18 juillet 2010, un homme de 21 ans est mortellement poignardé de cinq coups de couteau au pied d'un immeuble de la cité des Oliviers dans le 14e arrondissement de Marseille[384].
- Le 23 juin 2010, aux alentours de 22h30, un jeune homme de 20 ans est mortellement poignardé devant son immeuble du Parc Kallisté dans le 15e arrondissement de Marseille[385].
- Le 15 juin 2010, Redouane Djouder, 41 ans, proche des frères Bengler, est enlevé. Son corps aurait été découpé à la scie et brulé. Les frères Bengler l'auraient tué parce qu'il voulait se retirer du business de la drogue[386].
- Le 27 mai 2010 aux alentours de 18h30, Nadir Berouag, 55 ans est criblé de balles dans sa voiture avenue du Min dans le 14e arrondissement de Marseille. Il cherchait les responsables de la mort de son fils, Kader, abattu un an plus tôt[387],[388].
- Le 18 mai 2010, un homme attablé dans un bar du 5e arrondissement de Marseille est abattu[380].
- Le 3 mai 2010, aux alentours de 23h30, un homme de 24 ans est abattu de huit tirs de fusil d'assaut cité Font-Vert dans le 14e arrondissement de Marseille. Deux autres hommes sont grièvement blessés[389].
- Le 19 mars 2010, aux alentours de 23h, Vladimir Janisha, 37 ans, appartenant aux voleurs dans la loi, décède à l'hôpital de la Timone après avoir été blessé par balle cité Air-Bel dans le 11e arrondissement de Marseille[390].
- Le 17 mars 2010, Daniel Merlini, figure du milieu aixois, est abattu au volant de sa voiture après avoir sans succès tenté de prendre la fuite dans la commune de Meyrargues[391].
- Le 16 mars 2010, aux alentours de 0h30, un homme de 20 ans est abattu de sept tirs de fusil d'assaut cité des Bleuets dans le 13e arrondissement de Marseille[392].
- Le 22 février 2010, une fusillade éclate dans une cité de Port-de-Bouc, un homme est tué[390].
- Le 16 février 2010, aux alentours de 1h, Sami Kermadi, 25 ans est abattu dans un immeuble de la cité Campagne Lévêque dans le 15e arrondissement de Marseille[393].
- Le 14 février 2010, aux alentours de 6h, un proche de Raymond Mihière, dit « Le Chinois », est abattu dans sa voiture résidence Beauchêne dans le 9e arrondissement de Marseille[394].
- Le 27 janvier 2010, un homme d'une vingtaine d'années est tué cours de Lorraine dans le 14e arrondissement de Marseille[395].

## Années 2000

### 2009
- Le 21 novembre 2009, un commando armé fait irruption dans le restaurant McDonald's de la Valentine, 11e arrondissement. Un homme en train de déjeuner est abattu[390].
- Le 2 octobre 2009, un homme est tué par balles à Port-de-Bouc[396].
- Le 26 septembre 2009, un homme est abattu dans une discothèque de Gignac-la-Nerthe[396].
- Le 19 septembre 2009, un homme connu pour trafic de stupéfiants est abattu cité des Micocouliers dans le 14e[390].
- Le 16 septembre 2009, un homme est abattu route d'Eoures à Aubagne[5].
- Le 8 août 2009, aux alentours de 23h40, un commando fait irruption dans un local associatif du 11e arrondissement de Marseille. Samir Benzari, 24 ans, et Nabil Touareg, 29 ans, sont pris pour cible à l'arme de guerre et décèdent avant l'arrivée des secours[397].
- Le 28 juin 2009, Kader Berouag, 22 ans, est abattu à Saint-Antoine dans le 15e arrondissement[396],[398]. Kader Berouag était le chef du réseau des micocouliers, mais à la suite d'un passage en prison, Sami Ati, son lieutenant, se mutine et est responsable de sa mort[399]. Dans son livre La fabrique du monstre, Philippe Pujol consacre plusieurs chapitres à cette affaire.
- Le 29 mai 2009, aux alentours d'1h30, Abdeloueb Youbi, 50 ans, est assassiné de cinq tirs au thorax et à la tête alors qu'il se trouvait assis dans son véhicule au pied d'une cité de Istres[400].
- Le 23 avril 2009, un homme est tué par balles à La Ciotat[396].
- Le 27 janvier 2009, une voiture est prise en étau à un feu rouge dans le 14e. Alors qu'un commando mitraille la voiture, trois hommes appartenant à la communauté gitane sont tués et deux autres grièvement blessés[380]. Ce sont des proches des frères Bengler et donc membres du clan des gitans qui ont été pris pour cibles par le clan des blacks, dans un match retour à la suite de l'assassinat du black Frédéric Tapia[280].

### 2008
- Le 12 octobre 2008, Jean-Claude Tasso, 65 ans, figure du milieu aixois est retrouvé dans sa voiture criblée de balles cité Corsy à Aix-en-Provence[391].
- Le 22 septembre 2008, un homme grièvement blessé est abandonné devant l’hôpital Laveran dans le 13e arrondissement de Marseille. Il meurt peu après[401].
- Le 22 septembre 2008, le propriétaire d'un bar-restaurant est assassiné devant son établissement aux Trois-Lucs dans le 12e arrondissement de Marseille[401].
- Le 14 septembre 2008, Lyes Gouasmia 21ans est retrouvé dans le coffre d'une voiture calcinée à Vitrolles. Il a été préalablement tué par balle. C'était un dealer de la cité des Oliviers[401],[402].
- Le 5 septembre 2008, un homme est abattu alors qu'il était attablé dans une pizzeria à Martigues[401].
- Le 9 août 2008, un homme est abattu devant l'International Bar à proximité de la rue de Lyon dans le 15e arrondissement de Marseille.
- Le 3 août 2008, Christian Oraison, dit « Le Grand Blond », 53 ans, est abattu de plusieurs balles de calibre 9 mm dans un guet-apens tendu alors qu'il raccompagnait sa compagne à Manosque[403].
- Le 11 juillet 2008, Frédéric Tapia, 34ans, un proche des ahamada et des blacks est tué avenue de Valdonne dans le 13e arrondissement de Marseille[401],[404],[280].
- Le 30 juin 2008, Kamel Charni, 33 ans est tué dans une fusillade route de Martigues à Marignane[401],[386].
- Le 23 juin 2008, Foued Sayah est tué. C'est peut-être le premier mort de la guerre  entre les blacks et les gitans[405].
- Le 16 février 2008, un homme est tué à Gardanne[401].
- Le 8 février 2008, Taoufiki Mohamadi, 19 ans, est battu à mort dans une cave de la cité des Iris à Marseille, sur fond de trafic de stupéfiants. Il est suspecté d'avoir voulu braquer le clan de Kamel Doghmane qui dirige son réseau depuis sa cellule. Les assassins sont Kindy et Meddhi Moulet et Foued Tir[406].
- Le 2 février 2008, un homme est tué à Peypin[401].

### 2007
- Le 20 septembre 2007, un homme est abattu dans la clinique La Casamance à Aubagne[401].
- Le 5 septembre 2007, un homme est tué place Brossolette dans le 4e arrondissement de Marseille[401].
- Le 9 juillet 2007, Belkacem Belananne, 42 ans, repris de justice salonais est abattu quartier des Canourges à Salon-de-Provence[407].
- Le 18 juin 2007, Laurent Trichard, 42 ans, truand salonais et commanditaire du meurtre de Serge Fuentes en 2001 est abattu par un proche de ce dernier dans le 4e.
- Le 10 janvier 2007, Farid Regaoui, commanditaire de l'attaque de la Saint-Sylvestre dix jours plus tôt, est percuté par une voiture puis abattu de dix balles de pistolet mitrailleur dans le 14e.
- Le 4 janvier 2007, un homme est tué cité des Flamants dans le 14e arrondissement de Marseille[401].

### 2006
- Le 31 décembre 2006, dans la soirée, une voiture est prise pour cible dans le 15e arrondissement ; le chauffeur, un jeune homme de la cité La Solidarité est tué sur le coup alors que le passager, Bouraoui Ghardaoui, parvient à sortir de la voiture et meurt dans un bosquet.
- Le 10 décembre 2006, Didier Garcia, dit « Boule » figure du clan Berrhama est abattu sur un parking de la cité Frais Vallon dans le 13e arrondissement de Marseille[272].
- Le 14 septembre 2006, un homme est retrouvé mort dans le 9e arrondissement de Marseille, sur le chemin menant au camp militaire de Carpiagne[408].
- Le 7 avril 2006, aux alentours de 15h 00, Abderarmid Rerdal, est abattu sur le parking du magasin Décathlon de Bouc-Bel-Air[409].
- Le 6 avril 2006, aux alentours de 19h30, Michel Filippi, 38 ans, est abattu au guidon de son scooter alors qu'il circule sur la rocade du Jarret dans le 5e arrondissement de Marseille[410].
- Le 4 avril 2006, aux alentours de 21h, trois hommes, Farid Berrahma, 39 ans, Radouane Baha, 28 ans, et Heddie Djendeli, 32 ans, sont abattus dans un bar de la cité des Marronniers dans le 13e arrondissement de Marseille[409].
- Le 23 mars 2006, à Vitrolles, Roch Colombani, restaurateur Corse est assassiné par les hommes de Farid Berrhama pour avoir refusé d'installer des machines à sous dans son restaurant. Pris pour cible au volant de sa voiture il est abattu par 60 tirs[411].
- Le 9 mars 2006, un homme est tué au Canet dans le 14e arrondissement de Marseille[408].
- Le 12 janvier 2006, un règlement de comptes a eu lieu, mené par jeunes, armés de couteaux, extérieurs à l'établissement dans l'enceinte du lycée Raynouard à Brignoles[412].
- Le 10 janvier 2006, un homme est tué cité la Busserine dans le 14e arrondissement de Marseille[408].

### 2005
- Le 20 décembre 2005, Johan Mezzar, 24 ans, est tué à Port-de-Bouc dans le cadre de la guerre pour le contrôle des machines à sous. Son agresseur, Eric Lallout, 44 ans, est mortellement blessé par sa victime alors qu'elle ripostait par des tirs[413].
- Le 13 octobre 2005, Mouloud Azouani, est assassiné en plein après-midi alors qu'il se rendait avec sa femme et sa fille de 3 ans à une fête foraine dans le 2e arrondissement de Marseille[414].
- Le 8 juillet 2005, au matin, Antoine Tamseddak, dit « Tony » est abattu devant son domicile du 13e arrondissement de Marseille par un commando armé[415].

### 2004
- Le 25 octobre 2004, Jean-Claude Mémoli est abattu après une bagarre d'un tir de kalashnikov au thorax dans un bar du 2e arrondissement de Marseille[416].
- Le 17 octobre 2004, Yazid Gharbi, 18 ans, est abattu par plusieurs balles de kalashnikov dans le parc Font-Obscure situé dans le 14e arrondissement de Marseille[417].
- Le 4 mai 2004, aux alentours de 21h30, Haki Ben Ali, 30 ans, est abattu cité du Merlan dans le 14e arrondissement de Marseille par plusieurs tirs de fusil à pompe[418].
- Le 16 mars 2004, dans la nuit, un homme d'une cinquantaine d'années est abattu dans sa voiture par plusieurs tirs de fusil à pompe dans la commune de Saint-Victoret[419].
- Le 18 février 2004, à Luynes, quartier d'Aix-en-Provence, Alain Tournel, 64 ans, père d'Henri Tournel tué trois ans plus tôt est retrouvé mort au volant de sa voiture.

### 2003
- Le 25 août 2003, Célestin Emma, dont le frère a été assassiné deux mois plus tôt, est à son tour abattu dans une carrosserie de Salon-de-Provence. Le 16 octobre 2003, Philippe Emma, proche de Serge Fuentes abattu en 2001, est à son tour tué par un commando qui surgit d'un fourgon en plein centre de Salon-de-Provence.

### 2002
- Le 17 octobre 2002, aux alentours de 21h30, Jean-Marc Verdu, 46 ans, figure du milieu aixois et lieutenant des Vanverberghe, est abattu par deux hommes à moto à Aix-en-Provence[420].
- Le 15 octobre 2002, aux alentours de 14h, Jean-Louis Marrochino et François Vanverberghe, neveux de Francis le Belge, sont abattus alors qu'ils circulent à moto dans la commune de Cabriès, à quelques kilomètres de Marseille[421].
- Le 25 juin 2002, Gilbert Mesguich, truand lyonnais, est abattu peu après sa sortie de prison alors qu'il se trouvait à Saint-Raphaël[422].

### 2001
- Le 17 octobre 2001, Serge Fuentes est retrouvé mort calciné dans sa voiture dans la commune de Rognac ; braqueur, il était recherché pour avoir tenté de tuer un videur de discothèque et pour avoir ouvert le feu sur un équipage de police[415].
- Le 12 août 2001, aux alentours de 5h, Jean-Jacques Maillet, dit « le Blond », est abattu de plusieurs balles de 9 mm puis achevé d'un tir de chevrotine à la tête dans le centre-ville d'Hyères[422].

### 2000
- Le 6 décembre 2000, au Puy-Sainte-Reparade, un promeneur découvre une Volkswagen abandonnée sur un chemin forestier ; à l'intérieur, le corps d'Henri Tournel, 34 ans, préalablement tué par balles[423].
- Le 22 novembre 2000, à Vitrolles, Abdel Djendoubi, 30 ans et Raphael Liminana, 42 ans sont abattus à l'arme automatique alors qu'ils sont stationnés sur le parking d'un hôtel de Vitrolles[424].
- Le 13 novembre 2000, à Aix-en-Provence, Jean-Claude Zamudio, 35 ans, chargé des relations publiques d'une boîte de nuit des Milles, est abattu de 40 tirs de 9mm devant son établissement[425].
- Le 19 octobre 2000, Robert Fargette, 43 ans, est tué de dix balles de pistolet automatique à la sortie d'un bar de La-Valette-du-Var[426].
- Le 13 août 2000, peu avant 20h, un jeune homme est tué par balle dans une cage d'escalier de la cité du Perrin, dans le 15e arrondissement[427].
- Le 7 mars 2000, Eric Schaeffer, 38 ans, est tué par balles dans le centre-ville de Nîmes sous les yeux de sa compagne, volontairement épargnée par les tueurs[428].
- Le 9 janvier 2000, peu après 22h30, Roger Spanu, 36 ans, sort d'une pizzeria où il regardait le match Marseille-Bastia. Il est abattu de sept balles de calibre 45 (11. 43mm) par un commando à moto dans le 8e arrondissement de Marseille[429].

## Années 1990

### 1999
- Le 5 octobre 1999, alors que des tueurs veulent abattre Abdel Djendoubi, ce dernier parvient à s'enfuir par une porte dérobée de salle de boxe du 14e arrondissement où les tueurs ont fait irruption ; ils font une victime collatérale, un adolescent de 17 ans nommé Karim.
- Le 1er octobre 1999, Paul Faruggia et sa compagne Ghislaine Monserie sont abattus dans leur voiture à Gréoux-les-Bains[430].
- Le 8 septembre 1999, à Vedène, André Mas, 43 ans, patron de bar à Avignon et ancien candidat aux élections régionales sur une liste écologiste, est abattu alors qu'il jouait au golf[431].
- Le 7 juillet 1999, à Aix-en-Provence, Alain Pieracci est abattu alors qu'il sort d'un restaurant.
- Le 2 mai 1999, aux alentours de 3h du matin, Bernard Martinez, qui conduisait la voiture de Farid Berrhama, est pris pour cible et tué de 53 impacts de chevrotine devant une discothèque de Cavaillon.
- Le 28 février 1999, Laurent Boglietti, un homme de main de Francis le Belge, est abattu de plusieurs tirs de pistolet de calibre 45 (11. 43mm) dans le centre-ville d'Aix-en-Provence[422].
- Le 9 février 1999, dans un bar du 16e arrondissement de Marseille, des tueurs cherchent à abattre Raphael Liminana ; ils ne parviennent qu'à le blesser et tuent d'une balle perdue Serge Laforgia, 33 ans, patron du bar[432].

### 1998
- Le 11 décembre 1998, Didier Douville, impliqué dans le meurtre de Sauveur Manzo et Charly Lecouls, est abattu à Malemort-du-Comtat[431].
- Le 30 octobre 1998, un homme est tué de quatre balles de gros calibre tirées dans la tête par deux hommes dans un bar du centre de Marseille[433].
- Le 24 octobre 1998, René Compagny, précédemment emprisonné pour braquage, est tué par un homme à moto alors qu'il circulait à vélo dans les quartiers sud de Marseille[434].
- Le 17 octobre 1998, le corps carbonisé d'Alain Paparella est retrouvé en pleine forêt dans la commune de Gréasque[430],[435].
- Le 23 septembre 1998, Mario Muceo, dit « Pino », un Calabrais de 42 ans, est abattu par deux tueurs à moto dans le quartier de la Valentine, dans le 11e arrondissement de Marseille[436].
- Le 19 septembre 1998, à 8h30, Pierre-Roger Giardino est abattu sur le cours Jean Ballard par deux individus à moto[437].
- Le 16 septembre 1998, Bernard Zekkari, dit « Beka », 34 ans, est abattu devant le McDonald's de Dromel, dans le 9e arrondissement[437].
- Le 11 septembre 1998, une voiture est retrouvée carbonisée dans la commune d'Ollières ; à son bord sont retrouvés les corps de deux figures du milieu, Sauveur Manzo, 46 ans, et Charles Lecouls, dit « Charly-la-Gâchette », 51 ans[431].
- Le 25 juillet 1998, Eric Schöne, 44 ans, truand salonais et proche de Farid Berrhama, est tué par balles à la sortie d'une discothèque de Cavaillon[415].

### 1997
- Le 17 octobre 1997, Serge Martin, proche de Jean Toci, est abattu en pleine journée dans un centre commercial de Sorgues[431].
- Le 7 mai 1997, Jean Toci, 63 ans, figure du milieu, est abattu avec sa compagne Berthe Crémier, 52 ans, à coups de fusil à pompe sur le parking d'un supermarché d'Istres[431].

### 1996
- Le 29 mars 1996, assassinat de Dominique Rutily, membre présumé du Gang de la brise de mer, à Hyères. Son conseiller technique Rolland Courbis présent sur les lieux est également blessé.

### 1994
- Le 25 février 1994, assassinat à Hyères de la députée Yann Piat, engagée contre la corruption et le crime organisé dans la région.

### 1993
- Le 6 octobre 1993, un homme est tué de cinq balles dans la tête alors qu'il s'était réfugié derrière le comptoir d'une boucherie pour échapper à deux hommes à moto qui le poursuivaient dans le centre de Marseille[438].

- Le 22 mars 1993, Joseph Amsellem est tué de deux coups de fusil à canon scié tirés par un tueur à moto dans le centre de Marseille[439].

### 1991
- Le 25 novembre 1991, un homme est tué par balle alors qu'il était attablé dans le bar de l'Union, dans le 15e arrondissement[440].

- Le 26 octobre 1991, peu après 20h, Vincent Plevani et Joseph Coppola sont tués par plusieurs hommes encagoulés et munis d'armes de gros calibre ayant fait irruption dans le bar de la Grotte-Rolland, dans le 8e arrondissement[441].

### 1990
- Le 25 janvier 1990, vers 21 heures, Nicolas Pons est tué de deux balles tirées en pleine tête dans le quartier de la Joliette[442].

- Le 16 janvier 1990, vers 23h30, Jean-Jacques Peschard, maire des 14e et 15e arrondissements, est assassiné par les malfrats Roger Mémoli et Marcel Long alors qu'il sortait d'un restaurant, place du Lieutenant-Albert-Durand, dans le 14e arrondissement[443]. Ce règlement de comptes est lié à l'affaire dite de la « guerre des cliniques », à l'origine une entente entre truands, médecins, hommes politiques et affairistes pour le contrôle des cliniques privées marseillaises[444].

## Années 1980

### 1988
- Le 25 juillet 1988, vers 21h30, Paul Grau est poursuivi puis abattu par deux hommes à moto à La Ciotat[445].
- Le 18 mai 1988, le directeur de la Polyclinique Nord Léonce Mout est assassiné dans un règlement de comptes lié à la « guerre des cliniques »[444].

### 1985
- Le 19 octobre 1985, Barthélemy Regazzi est abattu de cinq balles d'un pistolet de calibre 45 (11, 43mm) dans la poitrine[446].
- Le 19 octobre 1985, Jean Kokos est abattu de plusieurs balles dans un bar du 13e arrondissement[446].
- Le 22 juillet 1985, à 19h15, Paul Mondoloni, dit « Monsieur Paul », est abattu à la sortie de son domicile cours Joseph-Thierry, dans le 1er arrondissement[447],[448].
- La 11 janvier 1985, Pierre Cazola, dit « Petit Pierre », est tué par deux hommes surgis d'une 4 L à la sortie d'un bar de la Belle de mai, dans le 3e arrondissement[449].
- Le 8 février 1985, Georges Hoareau est abattu par deux individus à moto sur le cours Joseph-Thierry dans le 1er arrondissement[447].
- Le 8 janvier 1985, Joseph Fabiano, 45 ans, est abattu de trois balles par un tueur à pied alors qu'il attendait son épouse devant une pharmacie[449].

### 1984
- Le 14 décembre 1984, Bedros Vartanyan est abattu dans une rue de Marseille[449].

### 1983
- Le 6 octobre 1983, Gilbert Hoareau, dit « Le Libanais », est poursuivi puis abattu de trois balles par deux tueurs à moto à proximité de la station de métro Réformés, dans le 1er arrondissement[450].

### 1981
- Le 21 octobre 1981, à 12h49, le juge Pierre Michel est abattu de trois balles de 9mm alors qu'il circulait à moto sur le Boulevard Michelet, dans le 9e arrondissement[451].

## Années 1970

### 1979
- Le 5 septembre 1979, vers 23h30, Jean-Michel Rispoli et François Clavaldni sont assassinés à coups de pistolet de calibre 45 (11,43mm) dans le quartier Thiars, dans le 1er arrondissement[452].

### 1978
- Le 3 octobre 1978, vers 20h, des hommes armés de pistolets calibre 9 et de fusils pénètrent dans le Bar du Téléphone, situé dans le 14e arrondissement, et abattent les 10 personnes présentes[453]
- Le 3 septembre 1978, Jean Bianchini, gérant du bar La Rotonde, est assassiné devant son établissement par deux tueurs à moto. Fiché au grand banditisme, il avait appartenu au clan Guérini[454].
- Le 13 août 1978, Richard Minassian est assassiné à Marseille[454].
- En juillet 1978, Jean Garcia est assassiné à Marseille[454]
- Le 12 avril 1978, Jean-René Regazzi est abattu à Mourepiane[455].

### 1977
- Le 21 octobre 1977, à 19h30, Jean-Claude Regazzi est abattu rue Albe, dans le quartier des Chartreux[455].

- Le 4 mars 1977, Gabriel Regazzi est abattu[455].

### 1973
- Le 1er avril 1973, Jean-Baptiste Rossi est abattu au volant de sa voiture à Marseille[456].

- Le 31 mars 1973, à 19h, Joseph Lomini, Albert Bistoni, Jean-Claude Napolitano, connus pour leurs relations avec le milieu, ainsi que la barmaid Carmen Ambrosio, sont tués par trois hommes ayant ouvert le feu dans le bar le Tanagra, près du Vieux-Port[456].

### 1972
- Le 5 septembre 1972, trois hommes liés à Joseph Lomini sont tués dans le quartier du Canet, dans le 14e arrondissement[456].

### 1970
- Le 2 juin 1970, vers 5h, Don Joseph Ferracci est tué par deux hommes encagoulés et armés d'un pistolet et d'un fusil de chasse à canon scié dans le quartier de l'Opéra, dans le 1er arrondissement. Une employée du PMU, Thérèse Roret, est également tuée par des balles perdues[457]

- Le 4 janvier 1970, à 0h15, Antoine Mondoloni est poignardé dans son lit à l'hôpital à Cavaillon, où il était soigné à la suite d'un accident de voiture[458].

## Années 1960 et avant

### 1967
- Le 22 juillet 1967, vers 21h30, Claude Mandroyan, qui avait cambriolé la villa d'Antoine Guérini durant son enterrement, est tué de huit balles par des lieutenants de Barthélémy Guérini près de La Ciotat[459].

- Le 23 juin 1967, vers 16h, le parrain Antoine Guérini est tué de dix balles de revolver alors qu'il faisait le plein de sa Mercedes dans une station-service de Beaumont-Saint-Julien, dans le 12e arrondissement[460].
- Le 4 juin 1967, à 10h50, Joseph Zarbo est tué alors que sa Simca 1300 piégée explose rue François-Mireur, dans le 1er arrondissement[461].

### 1965
- Le 4 mai 1965, Robert Blémant, ancien policier devenu malfrat, est tué d'une rafale de mitraillette par un commando mené par Antoine Mondoloni alors qu'il regagne en voiture son domicile à Lançon-de-Provence[462].

### 1954
- Le 18 avril 1954, Léon Lecca est assassiné dans un bar du boulevard Montricher, dans le 4e arrondissement[463].
- Le 18 avril 1954, Antoine Nicolaï, Antoine Grossi et Mathieu Godini sont tués par Léon Panizzi alors qu'ils étaient venus se faire remettre une somme d'argent dans un café à l'angle de la rue de Lyon et de la rue Ledru-Rollin, dans le 15e arrondissement[463].

### 1950
- Le 16 septembre 1950, vers 0h45, Charles Pierucci est assassiné par deux hommes armés de revolvers alors qu'il dînait dans un restaurant de la Corniche, près de l'anse de la Fausse-Monnaie[464].

## Synthèse
Le décompte varie selon la zone géographique prise en considération : la ville de Marseille, la métropole Aix-Marseille-Provence, le département des Bouches-du-Rhône, ou bien également les régions voisines de Nîmes, Avignon et Toulon, dans lesquelles les réseaux criminels marseillais ont souvent des liens ou des activités,,. Le quotidien La Provence établit le nombre de morts liés aux règlements de comptes à Marseille et dans sa proximité à 169 entre 2008 et 2014. Entre 2015 et 2020, la préfecture des Bouches-du-Rhône a recensé 100 morts par règlements de comptes dans le département.
| Année | Jan   | Fév   | Mar   | Avr   | Mai   | Jui   | Jui   | Aoû   | Sep   | Oct   | Nov   | Dec   | Total |
| ----- | ----- | ----- | ----- | ----- | ----- | ----- | ----- | ----- | ----- | ----- | ----- | ----- | ----- |
| 2025  | -     | 3     | -     | -     | 2     |       | 2     |       |       |       |       |       | 7     |
| 2024  | 2     | 1     | -     | 3     | 2     | 2     | 5     | 1     | 4     | 2     | 3     | 1     | 26    |
| 2023  | 2     | 4     | 5     | 7     | 6     | 2     | 4     | 10    | 5     | 2     | 3     | 2     | 52    |
| 2022  | 4     | 4     | 2     | -     | 4     | 5     | 3     | 2     | 4     | 5     | -     | 4     | 37    |
| 2021  | 2     | 4     | -     | 4     | 1     | 5     | 8     | 6     | 9     | 1     | 1     | -     | 41    |
| 2020  | 1     | 2     | 3     | -     | 2     | 2     | 2     | 1     | 1     | 4     | 1     | 2     | 21    |
| 2019  | 1     | 2     | 3     | 2     | 1     | -     | 3     | 3     | 1     | 2     | 1     | 2     | 21    |
| 2018  | 4     | 3     | 2     | 3     | 2     | 3     | -     | 1     | 6     | 1     | 3     | 2     | 35    |
| 2017  | -     | 5     | 2     | -     | 1     | 1     | -     | 1     | 3     | 1     | 1     | 2     | 17    |
| 2016  | 3     | 3     | 2     | 4     | 2     | 3     | -     | 7     | 4     | 2     | 2     | 2     | 34    |
| 2015  | 1     | 1     | 2     | 6     | 2     | 2     | -     | 1     | 1     | 3     | 2     | -     | 21    |
| 2014  | 4     | -     | 2     | 3     | 1     | 1     | 3     | 1     | -     | 1     | 1     | -     | 17    |
| 2013  | 1     | 1     | 4     | -     | 2     | 4     | 2     | 1     | 2     | -     | -     | 2     | 19    |
| 2012  | -     | 1     | 5     | 4     | 4     | 1     | 1     | 2     | -     | 1     | 3     | -     | 22    |
| 2011  | -     | 1     | 1     | 2     | -     | 1     | 3     | 1     | 1     | 1     | 1     | 6     | 18    |
| 2010  | 1     | 3     | 3     | -     | 3     | 1     | 1     | 5     | 2     | -     | 2     | -     | 21    |
| 2009  | 3     | -     | -     | 1     | 1     | -     | 1     | 2     | 3     | 1     | 1     | -     | 13    |
| 2008  | -     | 2     | -     | -     | -     | 1     | 1     | 2     | 4     | 1     | -     | -     | 11    |
| 2007  | 2     | -     | -     | -     | -     | 1     | 1     | -     | 2     | -     | -     | -     | 6     |
| 2006  | 1     | -     | 2     | 5     | -     | -     | -     | -     | 1     | -     | -     | 3     | 12    |
| 2005  | -     | -     | -     | -     | -     | -     | 1     | -     | -     | 1     | -     | 2     | 4     |
| 2004  | -     | 1     | 1     | -     | 1     | -     | -     | -     | -     | 1     | -     | -     | 4     |
| 2003  | -     | -     | -     | -     | -     | -     | -     | 1     | -     | 1     | 1     | -     | 3     |
| 2002  | -     | -     | -     | -     | -     | 1     | -     | -     | -     | 3     | -     | -     | 4     |
| 2001  | -     | -     | -     | -     | -     | -     | -     | 1     | -     | 1     | -     | -     | 2     |
| 2000  | 1     | -     | 1     | -     | -     | -     | -     | 1     | -     | 1     | 3     | 1     | 8     |
| 1999  | -     | 2     | -     | -     | 1     | -     | 1     | -     | 1     | 3     | -     | -     | 8     |
| 1998  | -     | -     | -     | -     | -     | -     | 1     | -     | 5     | 3     | -     | 1     | 10    |
| 1997  | -     | -     | -     | -     | 2     | -     | -     | -     | -     | 1     | -     | -     | 3     |
| 1996  | -     | -     | 1     | -     | -     | -     | -     | -     | -     | -     | -     | -     | 1     |
| 1994  | -     | 1     | -     | -     | -     | -     | -     | -     | -     | -     | -     | -     | 1     |
| 1993  | -     | -     | 1     | -     | -     | -     | -     | -     | -     | 1     | -     | -     | 2     |
| 1991  | -     | -     | -     | -     | -     | -     | -     | -     | -     | 2     | 1     | -     | 3     |
| 1990  | 2     | -     | -     | -     | -     | -     | -     | -     | -     | -     | -     | -     | 2     |
| 1988  | -     | -     | -     | -     | 1     | -     | 1     | -     | -     | -     | -     | -     | 2     |
| 1985  | 2     | 1     | -     | -     | -     | -     | 1     | -     | -     | -     | -     | -     | 4     |
| 1984  | -     | -     | -     | -     | -     | -     | -     | -     | -     | -     | -     | 1     | 1     |
| 1983  | -     | -     | -     | -     | -     | -     | -     | -     | -     | 1     | -     | -     | 1     |
| 1981  | -     | -     | -     | -     | -     | -     | -     | -     | -     | 1     | -     | -     | 1     |
| 1979  | -     | -     | -     | -     | -     | -     | 1     | 1     | 3     | -     | -     | -     | 5     |
| 1978  | -     | -     | -     | -     | -     | -     | -     | -     | -     | 10    | -     | -     | 10    |
| 1973  | -     | -     | 4     | 1     | -     | -     | -     | -     | -     | -     | -     | -     | 5     |
| 1972  | -     | -     | -     | -     | -     | -     | -     | -     | 3     | -     | -     | -     | 3     |
| 1970  | 1     | -     | -     | -     | -     | 2     | -     | -     | -     | -     | -     | -     | 2     |
| 1967  | -     | -     | -     | -     | -     | 2     | 1     | -     | -     | -     | -     | -     | 3     |
| 1965  | -     | -     | -     | -     | 1     | -     | -     | -     | -     | -     | -     | -     | 1     |
| 1954  | -     | -     | -     | 4     | -     | -     | -     | -     | -     | -     | -     | -     | 4     |
| 1950  | -     | -     | -     | -     | -     | -     | -     | -     | 1     | -     | -     | -     | 1     |
| TOTAL | TOTAL | TOTAL | TOTAL | TOTAL | TOTAL | TOTAL | TOTAL | TOTAL | TOTAL | TOTAL | TOTAL | TOTAL | 531   |

| Ville                        | Tué(s) |
| ---------------------------- | ------ |
| Aix-en-Provence              | 12     |
| Allauch                      | 2      |
| Arles                        | 3      |
| Aubagne                      | 6      |
| Avignon                      | 3      |
| Bellegarde                   | 1      |
| Bouc-Bel-Air                 | 2      |
| Cabriès                      | 2      |
| Carry-le-Rouet               | 1      |
| Cavaillon                    | 5      |
| Cuges-les-Pins               | 2      |
| Eguilles                     | 1      |
| Fos-sur-Mer                  | 1      |
| Gardanne                     | 3      |
| Gignac-la-Nerthe             | 4      |
| Gréasque                     | 1      |
| Gréoux-les-Bains             | 2      |
| Hyères                       | 4      |
| Istres                       | 3      |
| Malemort-du-Comtat           | 1      |
| Manosque                     | 1      |
| Marignane                    | 4      |
| Marseille 1er arrondissement | 12     |
| Marseille 2e arrondissement  | 8      |
| Marseille 3e arrondissement  | 39     |
| Marseille 4e arrondissement  | 8      |
| Marseille 5e arrondissement  | 3      |
| Marseille 6e arrondissement  | 1      |
| Marseille 7e arrondissement  | 3      |
| Marseille 8e arrondissement  | 5      |
| Marseille 9e arrondissement  | 12     |
| Marseille 10e arrondissement | 8      |
| Marseille 11e arrondissement | 17     |
| Marseille 12e arrondissement | 7      |
| Marseille 13e arrondissement | 58     |
| Marseille 14e arrondissement | 101    |
| Marseille 15e arrondissement | 74     |
| Marseille 16e arrondissement | 10     |
| Martigues                    | 5      |
| Meyrargues                   | 1      |
| Nîmes                        | 2      |
| La Ciotat                    | 7      |
| Lançon-de-Provence           | 2      |
| La Seyne-sur-Mer             | 2      |
| Le Puy-Sainte-Réparade       | 2      |
| La Valette-du-Var            | 1      |
| Les Pennes-Mirabeau          | 11     |
| Le Rove                      | 1      |
| Ollières                     | 2      |
| Ollioules                    | 3      |
| Pertuis                      | 1      |
| Peypin                       | 1      |
| Port-de-Bouc                 | 7      |
| Rognac                       | 2      |
| Saint-Martin-de-Crau         | 1      |
| Saint-Mitre-les-Remparts     | 1      |
| Saint-Raphaël                | 1      |
| Saint-Victoret               | 1      |
| Salon-de-Provence            | 6      |
| Septèmes-les-Vallons         | 5      |
| Simiane-Collongue            | 2      |
| Sorgues                      | 1      |
| Tanneron                     | 1      |
| Toulon                       | 7      |
| Trets                        | 3      |
| Vedène                       | 1      |
| Vitrolles                    | 6      |

| Année | morts décomptés |
| ----- | --------------- |
| 1984  | 20              |
| 1985  | 44              |
| 1986  | 45              |
| 1987  | 28              |
| 1988  | 31              |
| 1989  | 21              |
| 1990  | 20              |
| 1991  | 18              |
| 1992  | 14              |
| 1993  | 18              |
| 1994  | 6               |
| 1995  | 7               |
| 1996  | 14              |
| 1997  | 11              |
| 1998  | 12              |
| 1999  | 7               |
| 2000  | 8               |
| 2001  | 6               |
| 2002  | 14              |
| 2003  | 12              |
| 2004  | 16              |
| 2005  | 12              |
| 2006  | 15              |
| 2007  | 7               |
| 2008  | 16              |
| 2009  | 16              |
| 2010  | 14              |
| 2011  | 17              |
| 2012  | 25              |
| 2013  | 17              |
| 2014  | 15              |
| 2015  | 19              |
| 2016  | 29              |
| 2017  | 14              |
| 2018  | 23              |
| 2019  | 10              |
| 2020  | 15              |